# Мозаика
Мозаика (фр. mosaïque, итал. mosaico от лат. (opus) musivum — (произведение), посвящённое музам) — техника создания изображений и декорирования какой-либо поверхности прикреплением к общей основе кусочков материалов, различающихся по цвету, фактуре, текстуре.
Мозаика является разновидностью инкрустации. Так же именуются основанные на этой технике разновидности изобразительного, декоративного, декоративно-прикладного и монументально-декоративного искусства разных исторических периодов и жанров. Мозаику как разновидность инкрустации следует отличать от близкой техники интарсии.

## История мозаичного искусства

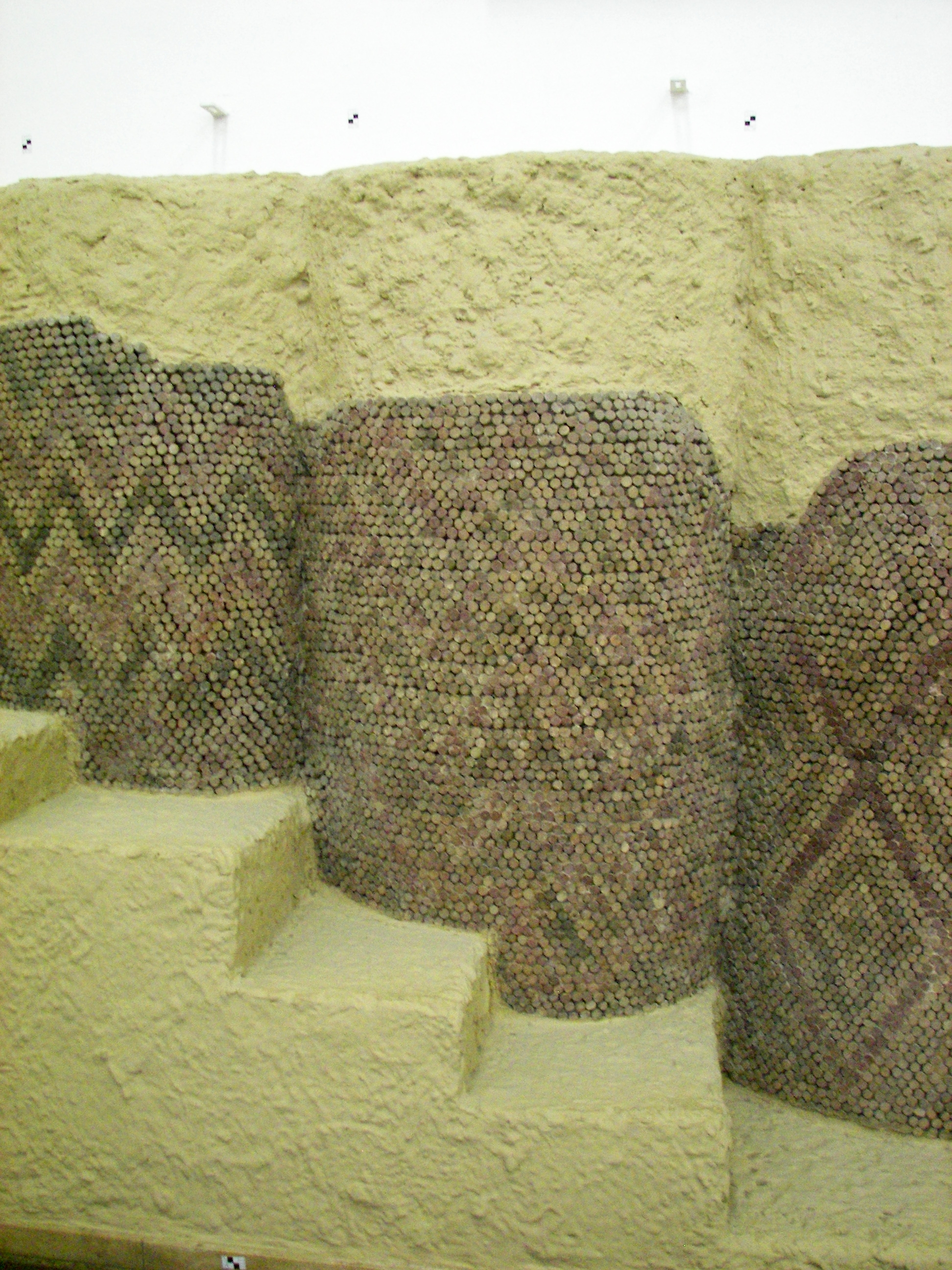
Штифтмозаика в руинах колонного зала царского дворца в Уре. Месопотамия. Вторая половина 4 тыс. до н. э.

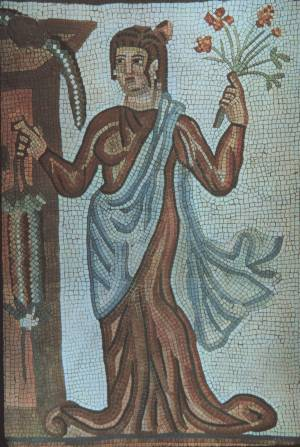
Ирано-римская мозаика из дворца Шапура I в Бишапуре. Деталь

### Древний Восток
История мозаики восходит ко 2-й половине IV тысячелетия до нашей эры — времени, которым датированы постройки дворцов и храмов шумерских городов Месопотамии. Мозаику в качестве облицовки глинобитных стен составляли из обожженных глиняных палочек-конусов («керамических гвоздей») длиной 8-10 см и диаметром 1,8 см. Изображение формировалось из торцов — полукруглых шляпок таких «гвоздей», вбиваемых в стену. Отсюда название — штифтмозаика (нем. Stiftmosaik). Блестящая поливная глазурь, чаще красного, чёрного и белого цветов (получаемая из наиболее распространенных окислов металлов, содержащихся в обычной глине, или минералов древесной золы) образовывала на поверхности геометрические узоры: зигзаги, ромбы, треугольники. Остатки штифтмозаики в руинах колонного зала царского дворца в Уре (вторая половина 4 тыс. до н. э.) открыла в 1912 году немецкая археологическая экспедиция.
Ранним примером техники инкрустации, получившей в античности название мозаичной техники opus sectile, впоследствии развившейся в технику флорентийской мозаики, можно считать артефакт, условно называемый «Штандартом из Ура» (2600—2400 гг. до н. э.)
К VIII веку до нашей эры относят ранние примеры применения техники мозаики из необработанной гальки, позднее составившей один из этапов в развитии мозаичной техники в архаической и классической Греции, пренебрежительно называемой римлянами «варварской» (opus barbaricum). При раскопках открыты орнаментированные галечные полы Алтын-тепе (вост. Анатолия) и дворца в Арслан-таше (Ассирия), однако самым богатым памятником являются галечные мозаики Гордиона (Анатолия).

### Античность
Ранние античные мозаики из морской гальки найдены в Коринфе и датированы концом V века до нашей эры Это контурные изображения фигур людей, животных, мифологических существ, обрамлённые геометрическим и растительным орнаментами, выполненные обычно белым по чёрному, в стилевом отношении близкие краснофигурной древнегреческой вазописи.
Подобные образцы IV века до нашей эры найдены также в Олинфе, Сикионе, Эретрии. Важный шаг к развитию изобразительности был сделан в мозаиках Пеллы (конец IV века до н. э.), Пафоса на о. Кипр.
Расцвет античной мозаики приходится на эпоху эллинизма, когда появляется техника подколки камешков и становится доступным цветное стекло, что позволяло достигать большей живописности изображений и использовать широкую цветовую гамму. Древнейшим памятником, в котором была использована техника подколки или тесселирования, считаются мозаики сицилийского города Моргантина (III век до н. э.). Выдающимся произведением эллинистического искусства из Помпей является мозаичная картина «Битва Александра Македонского с Дарием»(125—120 гг. до н. э.) — мозаика выложена из около полутора миллионов кусочков цветных камней, вероятно, по живописному оригиналу, собранных по технике, известной как «opus vermiculatum». Её размер: 5,84 на 3,17 метра (площадь — свыше 15 квадратных метров). Примечательно, что это напольная мозаика, но в Национальном археологическом музее Неаполя она экспонируется на стене, вертикально, как картина.
В Древнем Риме мозаикой выкладывали полы и стены вилл, дворцов и терм. Общего термина «мозаика» ещё не существовало. Мозаичные полы из гальки и кусочков мрамора именовали по-гречески литостротами (lithostroton — мощённый камнем), более простые, орнаментальные — павиментами (лат. pavimentum — утоптанный). Позднее появилось слово «tesselatum» — плиточный (от лат. tessera — кубик, плитка, игральная косточка). Также позднее стали называть кубики цветной смальты. Мастеров наборных полов именовали тесселариями, а их работу также — сектильной работой (лат. opus sectile — составное произведение). Изобразительные вставки в орнаментальную композицию называли эмблемами (по-гречески: «вставленная часть»), а воспроизведение в мозаичной технике известного живописного произведения — emblema vermiculatum (лентообразная, в значении сложная, изобразительная вставка).
Мозаика из стеклянных тессер (кубиков) появилась в Александрии Египетской (один из центров стеклоделия античного мира) в III—II веках до н. э. Есть сведения о появлении стеклянной мозаики в Риме в I в. н. э. (эти мозаики не сохранились). С I в. н. э. в латинской литературе появляется выражение «opus musivum» (произведение, посвящённое музам), а мастеров, создававших мозаичные картины стали именовать musivarii, что свидетельствует о высокой оценке мозаики не только как техники, но и в качестве оригинального вида изобразительного искусства. Примечательно также свидетельство Плиния Старшего о том, что в Риме уже в III—II веках до н. э. «литострот вытеснил мозаику с павиментов» и она «перешла на своды» («Естествознание», XXXVI, 60—64).

### Ранние христиане и Византия
См. Византийская мозаика

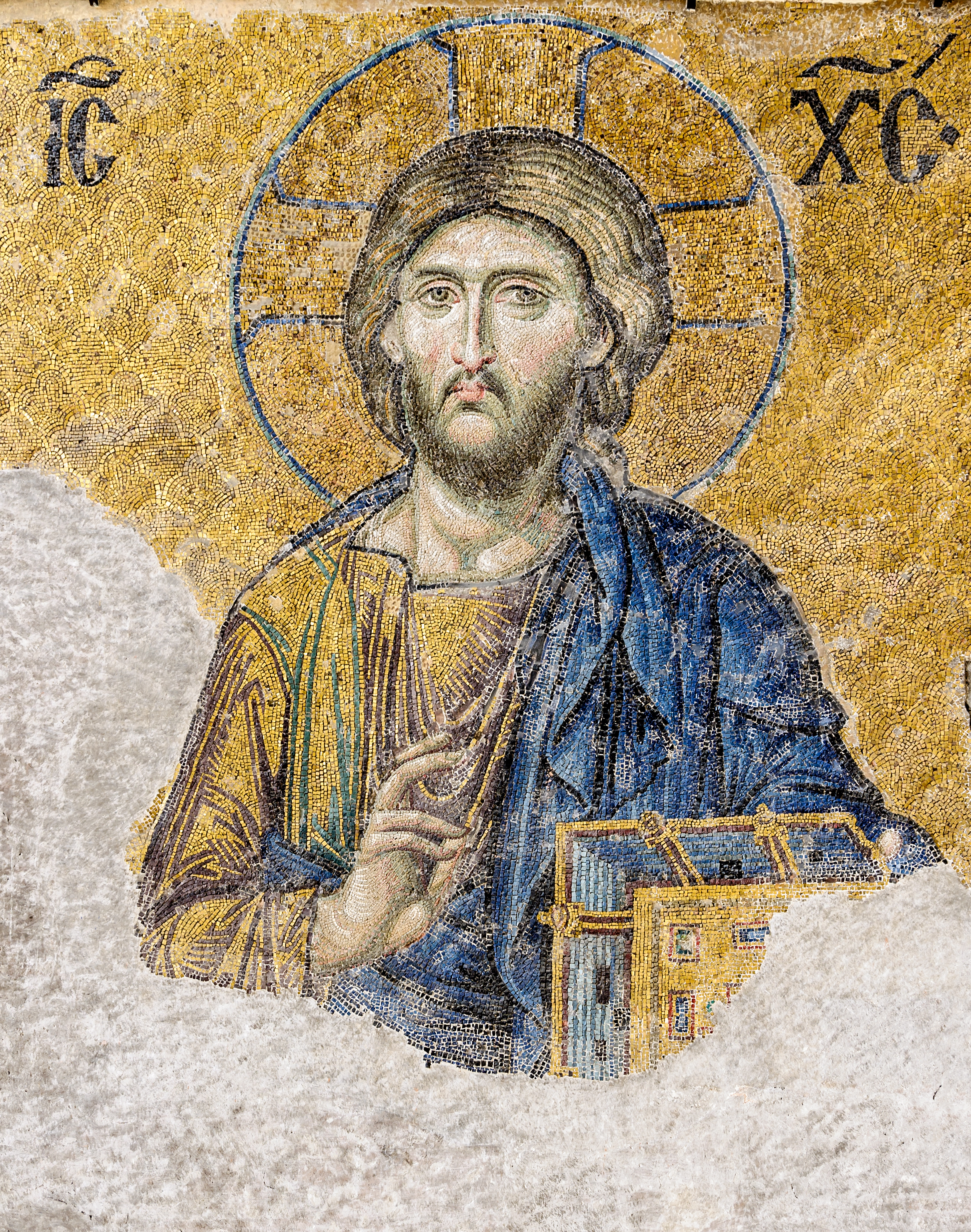
Мозаика Христос Пантократор. Южная галерея собора Святой Софии, Константинополь, 1261 год.
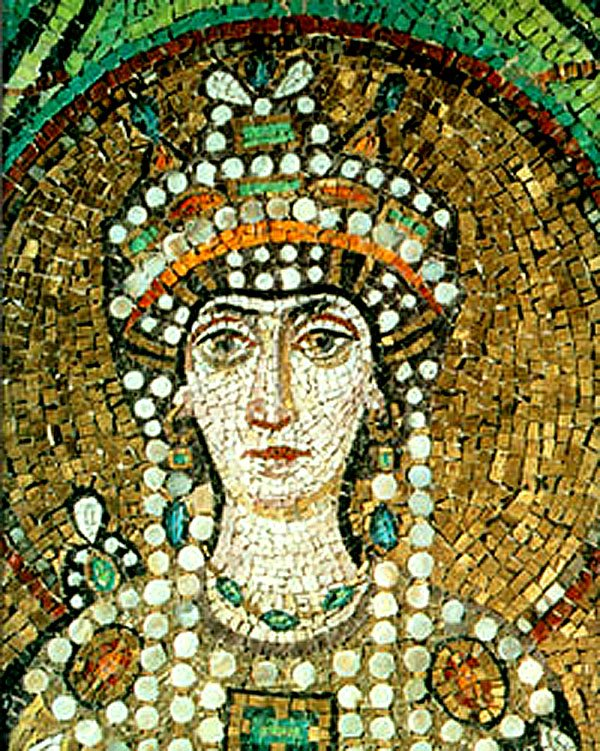
Императрица Феодора. Равенна
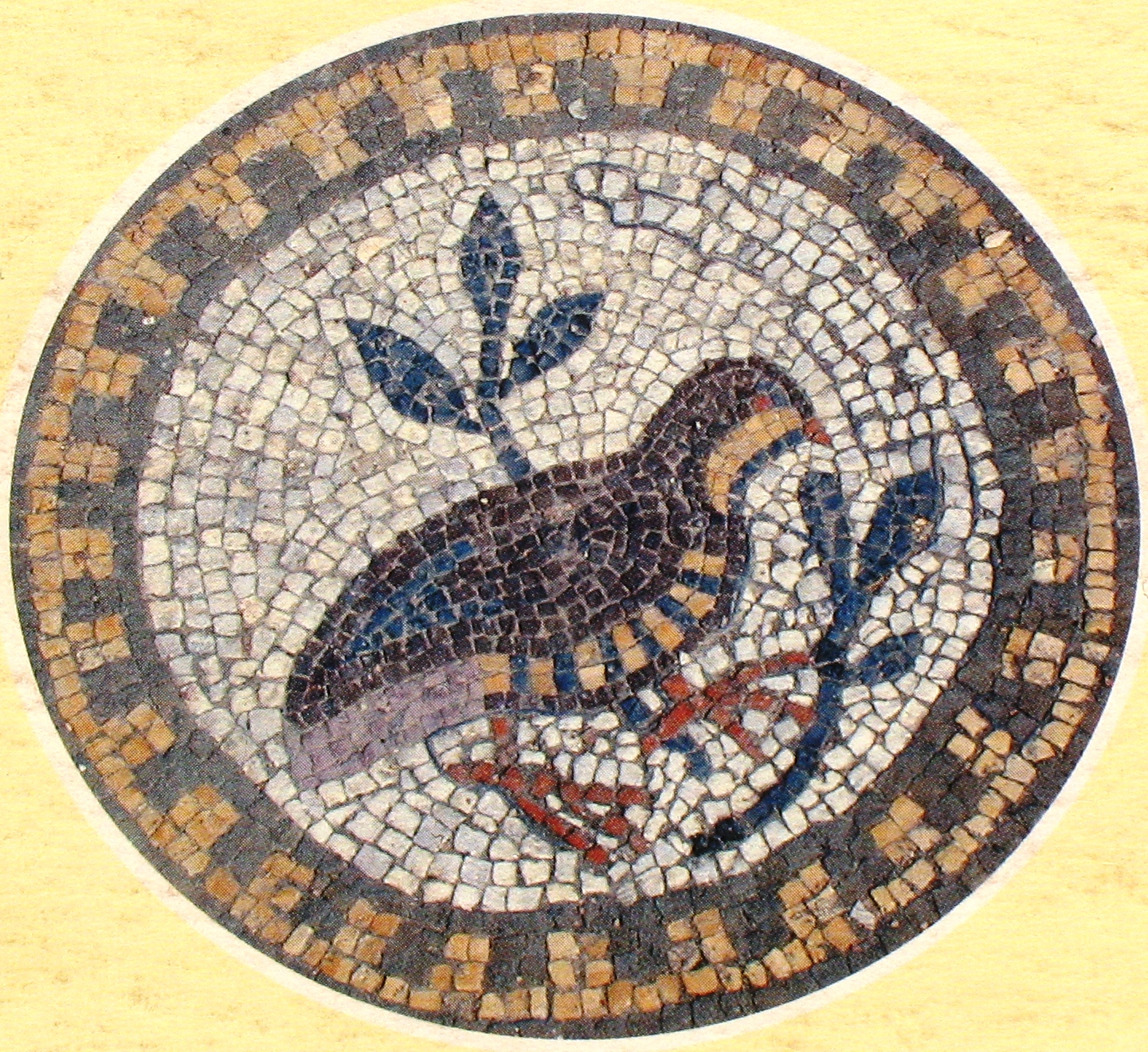
Символ души — птица — на византийской мозаике христианского храма VI века. Херсонес Таврический

Расцветом мозаичного искусства принято считать эпоху Византийской империи. Развитие стеклоделия в Сирии и Византии способствовало совершенствованию искусства мозаики из смальты — окрашенного окислами металлов и глушёного (непрозрачного) стекла. Византийская мозаика становится утончённой, используется мелкий размер тессер(стеклянных кубиков). Примеси ртути, окислов железа, цинка и меди в разных пропорциях придавали стеклу различные оттенки. Олово придавало непрозрачность и, следовательно, усиливало отражающую способность и насыщенность цвета. В полутёмных интерьерах раннехристианских храмов светосила фресок оказывалась недостаточной и росписи постепенно уступали место мозаикам. Для усиления отражающей способности византийцы придумали подкладывать под тессеры прозрачного стекла с оборотной стороны золотую фольгу. Так появились знаменитые «золотофонные» византийские мозаики. Кроме того мастера научились укладывать тессеры на цемент слегка меняя наклон, создавая мерцание, переливы цвета. Это оказалось особенно эффективным в мозаичных картинах на криволинейных поверхностях куполов и сводов. Наряду с золотым фоном мастера активно использовали яркие синий, зелёный, красный и белый цвета. Фигуры обводили красным и синим контурами, иногда двойными разных цветов. Это делали для того, чтобы усилить цветовой контраст изображения и фона. Византийские мастера работали также на территории Италии, в городах, имевших тесные политические и экономические отношения с Константинополем. Поэтому наиболее выдающиеся в художественном отношении образцы сохранились в базилике Св. Марка в Венеции и в храмах Равенны: в церкви Сан-Витале (около 547 г.), Сан-Аполлинаре и Сан-Аполлинаре Нуово (580-е гг.), а также частично сохранившиеся мозаике в храме Св. Софии в Константинополе (867 г.).
- Равенна
- Кафедральный собор Монреале

### Исламский Восток

Арабские
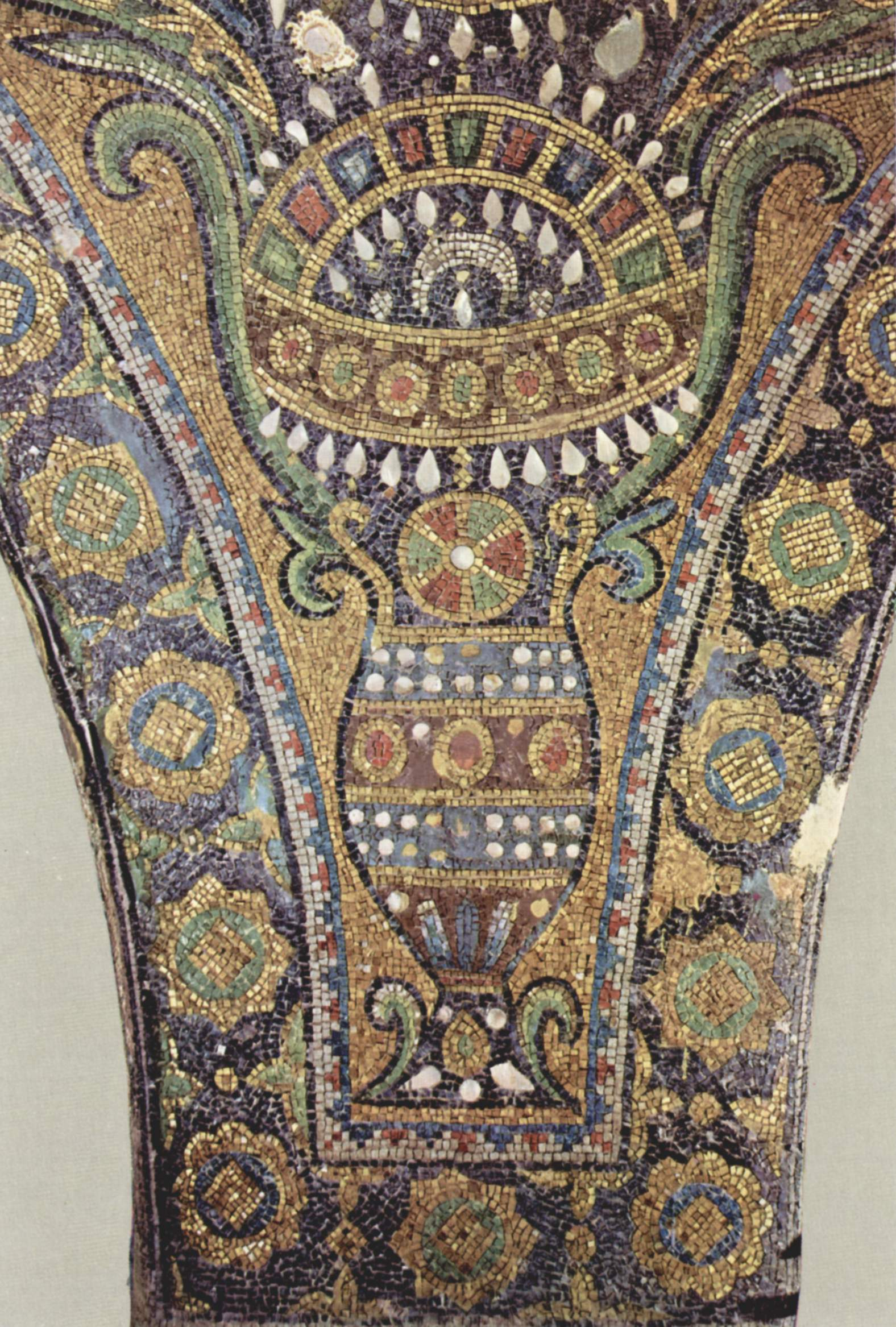
Исламская мозаика внутри Купола Скалы в Палестине (приблизительно 690 год)
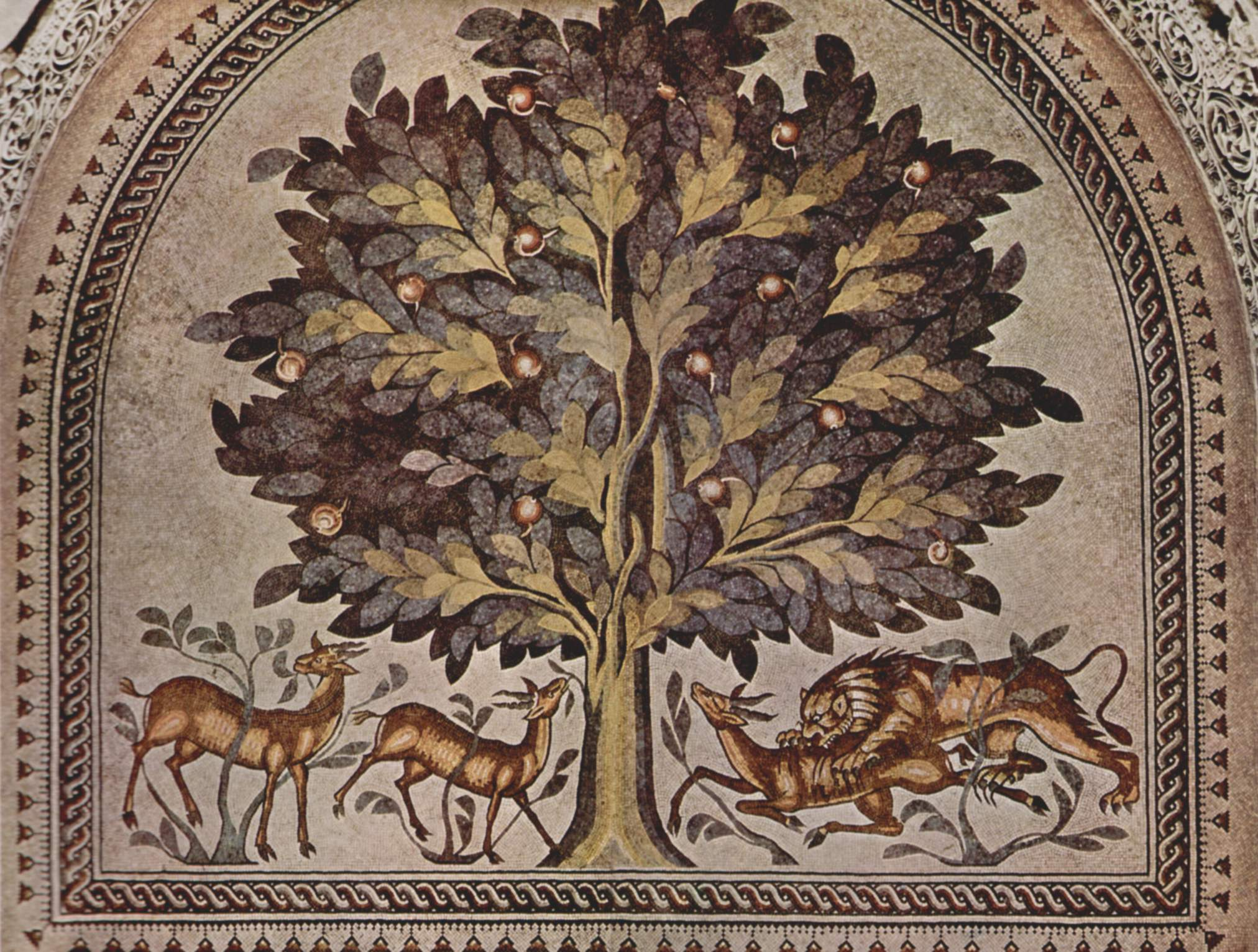
Мозаика Омейядов дворца Хишама[англ.].
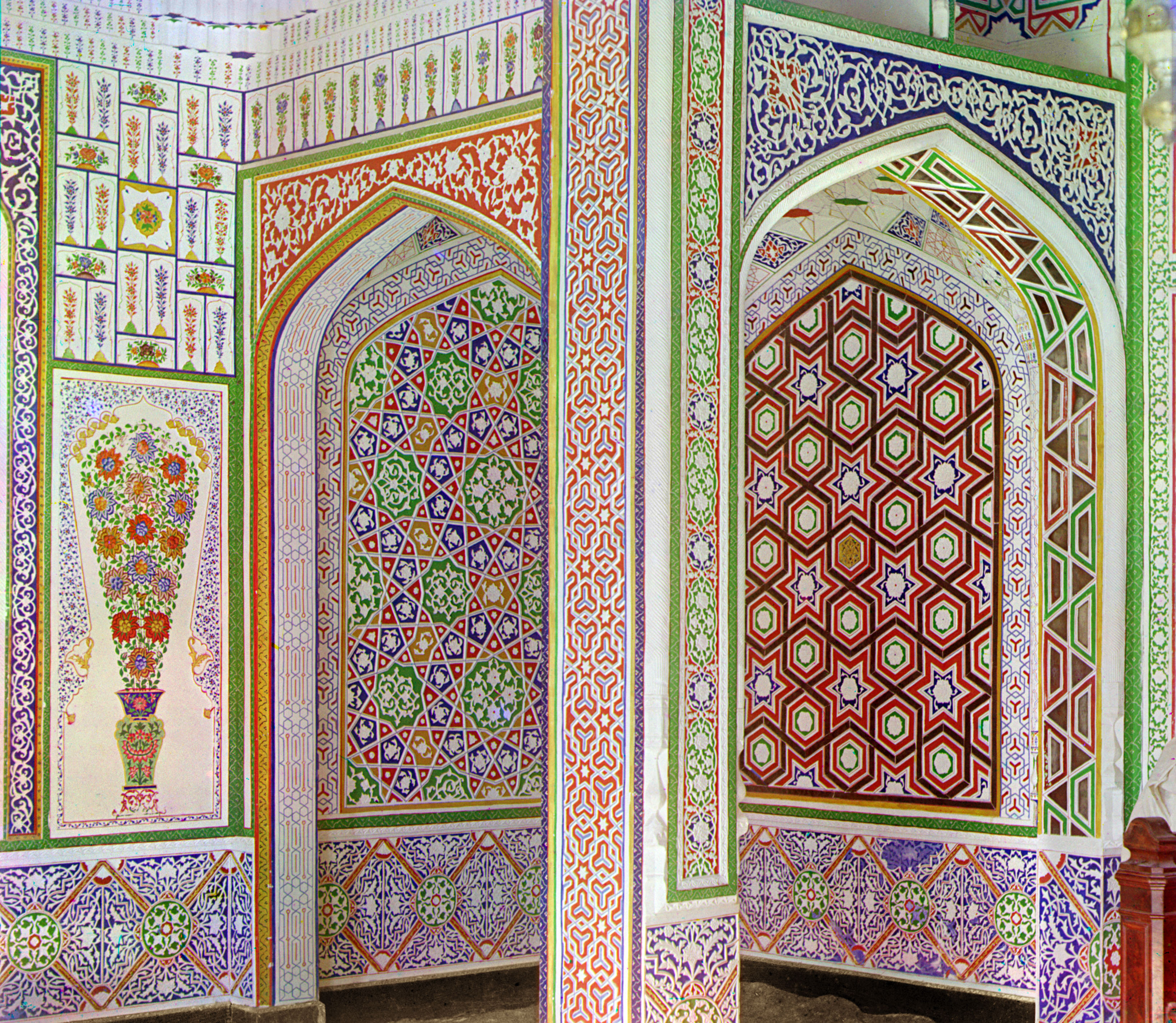
Образцы мозаичных стен внутри дома богатого ссарта в окрестностях Самарканда. Фото С. Прокудина-Горского (1905—1915)

Мозаика очень широко использовалась в оформлении дворцов правителей Востока. Так, Дворец шекинских ханов является выдающимся произведением средневековой персидской архитектуры. Этот дворец, считающийся одним из ценных памятников восточной архитектуры XVIII века , был построен в 1790 — 1797 году зодчим Хадали (Хаджи)-Зейнал-Абдин из Шираза. Дворец, в своё время входивший в комплекс дворцовых сооружений и служивший резиденцией шекинских ханов, представляет собой двухэтажное здание. Фасад дворца представляет собой подъёмные решетчатые рамы с набором шебеке — разноцветных мелких стёкол. Многоцветный рисунок шебеке красочно дополняет росписи, покрывающие стены дворца.
Во второй половине XVIII века в Шекинском ханстве высокого развития достигло искусство живописи, непосредственно связанной с архитектурой и строительством. Все значительные архитектурные сооружения в городе Шеки были богато украшены стенной росписью, являвшейся в то время самым популярным видом живописной техники.
Свидетельством тому являются образцы живописи из Дворца шекинских ханов, сохранившиеся до наших дней и не утратившие своей художественной выразительности. Стенные росписи посвящались различным темам: сцены охоты на диких зверей, сражений, растительные и геометрические орнаменты, рисунки, созданные по мотивам «Хамсе» (Пятерицы) персидского поэта Низами Гянджеви, сцены из дворцовой жизни, бытовые зарисовки из крестьянской жизни и так далее. В основном применялись такие цвета, как синий, красный, золотистый, жёлтый. На плафоне зала во дворце шекинских ханов зашифровано имя талантливого живописца Аббаса Кули. Стены дворца не раз реставрировались, и поэтому здесь встречаются росписи, сделанные мастерами, жившими в разное время.

### Рококо
В качестве материала для мозаики стали широко применяться раковины морских моллюсков. Такими мозаиками украшали интерьеры.

В Европе в этот период получила распространение мода на мозаики из бисера. Бисер вкладывали по воску на бумагу, картон, пользуясь схемами для вышивки крестом. Подобных работ сохранилось очень мало.

В Германии с этим материалом в 1750—1770 годах работала мануфактура ван Зелова, впоследствии секрет технологии был утерян. Декорировались как плоские детали мебели, например столешницы, так и объёмные предметы: бутыли, фигурки птиц. Большинство изделий этой мануфактуры находится в музеях Германии. Есть один столик производства этой мануфактуры в Музее-заповеднике Архангельское.

### Французская мозаика

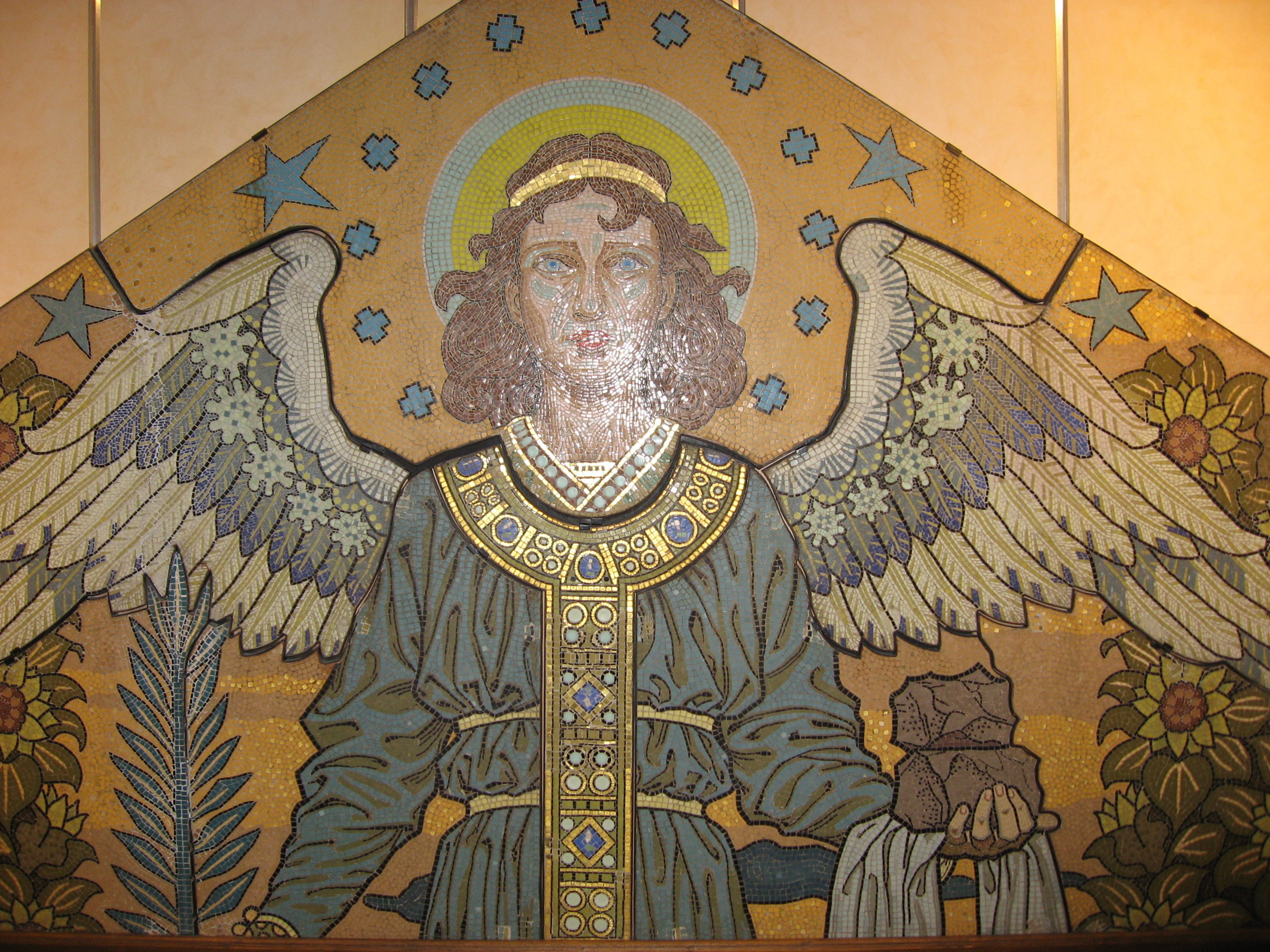
Эжен Грассе. Макет фронтона церкви Сен-Этьен в городе Бриар, Франция. 1892

Одной из достаточно известных французских мозаик в своё время была мозаика компании «Emaux de Briare». Завод по производству бриарского бисера из фарфора, а несколькими годами позже и мозаики, был открыт 1837 году. Существует множество произведений искусства, созданных из бриарской мозаики. Известный художник Эжен Грассе, одна из значимых фигур французского стиля ар-нуво, использовал её при создании многих своих работ. Бриарская мозаика производится и по сей день и является одним из немногих оставшихся полностью французских производств.

### Мозаика племени Уичоли

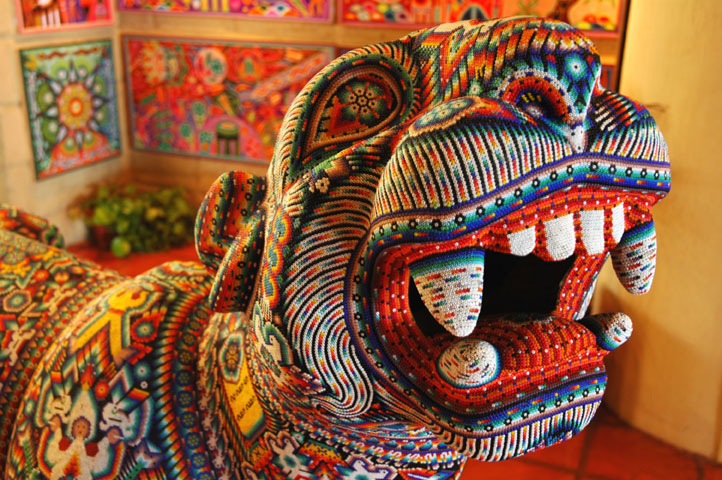
Мозаика племени Уичоли. Ягуар, украшенный мозаикой из бисера. Бисер уложен боком к основе.

Среди традиционных ремёсел коренных народов Америки интерес представляет мозаика племени уичоли. Она представляет собой редкую разновидность мозаики по применяемому материалу — в этой технике для укладки применяется бисер.
Есть примеры другой укладки бисера — отверстием вверх.

## Мозаика в России
Начало мозаичного искусства в России связано с эпохой Киевской Руси и принятием христианства от Византии. Столичная культура того времени была эллинистической по духу и византийской по содержанию. Мозаиками по византийскому образцу были украшены храм Св. Софии в Киеве (1019—1037). Особенно знаменита киевская Богоматерь Оранта в конхе апсиды собора. Мозаика выполнена совместно греческими и русскими мастерами. Примечательна обводка фигуры цветным контуром и золотой фон. Известны также мозаики Михайловского златоверхого монастыря, созданные русскими мастерами (1111—1113). Примечательно сочетание мозаик с фресками. В дальнейшем фрески постепенно вытесняли мозаики и мозаичное искусство было надолго забыто.
- Софийский собор (Киев) — в интерьере собора сохранился крупнейший в мире ансамбль подлинных мозаик и фресок первой половины XI века[7]
- Михайловский златоверхий монастырь

Достижения в области искусства мозаики Нового времени связаны с елизаветинской эпохой и именем Михаила Васильевича Ломоносова. В 1753 г. указом императрицы Елизаветы Петровны в собственность М. В. Ломоносова было передано село Усть-Рудицы Копорского уезда (близ Ораниенбаума), «где есть глина, песок и дрова». Ранее, в 1746—1750 гг., в мастерской Академии наук на Васильевском острове в Петербурге Ломоносов в процессе долгих опытов сумел получить смальты ярких красных и зелёных оттенков. С двумя помощниками, учениками Рисовальной палаты — Матвеем Васильевым и Ефимом Мельниковым — Ломоносов стал создавать небольшие мозаичные картины. Среди них: «Св. Апостол Пётр», портреты Петра I (используя произведения Л.Каравакка, Ж.-М.Наттье Младшего), великого князя Петра Фёдоровича, императрицы Елизаветы Петровны по оригиналам Л. Токке и Ф. С. Рокотова, Екатерины II, графа М. И. Воронцова, графа П. И. Шувалова. В 1740-х гг. Ломоносов был близок к открытию отечественного фарфора, но его увлекло именно стекло и он задумал возродить мозаичное искусство, существовавшее в X—XI веках в Киевской Руси благодаря мастерам из Византии (версия о поездке Ломоносова в 1734 г. в Киев документально не подтверждается). Стеклу Ломоносов посвятил восторженные поэтические строки:

Неправо о вещах те думают, Шувалов,
Которые Стекло чтут ниже Минералов,
Приманчивым лучем блистающих в глаза:
Не меньше польза в нем, не меньше в нем краса
Нередко я для той с Парнасских гор спускаюсь;
И ныне от нее на верьх их возвращаюсь,
Пою перед тобой в восторге похвалу
Не камням дорогим, ни злату, но Стеклу.
Из «Письма о пользе стекла», адресованного графу И .И. Шувалову. 1752.

Русский учёный подчёркивал два главных качества, присущих мозаичным картинам: долговечность и насыщенность цвета. К началу 1760-х гг. Ломоносов сумел разработать рецептуру 112 тонов и более тысячи оттенков цветных смальт, превзойдя палитру мозаичной мастерской в Ватикане. Параллельно с химическими опытами Ломоносов писал трактат «Новая теория о цветах, утверждённая новыми опытами». В 1758 г. Ломоносов представил в Сенат «прошение» — проект мемориального «мозаичного монумента» Петру Великому в Петропавловском соборе. Учёный-художник замыслил кроме памятника «над могилой» «выложить всю церковь внутри мозаичными картинами». Проект предполагал создание семнадцати больших панно между окон собора, отражающих главные события царствования Петра I (царь Пётр был кумиром Ломоносова). По замечанию Я. Штелина, «все художники и знатоки очень смеялись над этой выдумкой и жалели церковь, если она будет выложена стеклом». Описание монумента составлено Ломоносовым в духе времени и, действительно, выглядит претенциозным и помпезным даже для эпохи барокко.
Несмотря на критику и насмешки, в 1761 г. Ломоносов всё же добился разрешения Сената на изготовление первой мозаичной картины для собора на тему «Полтавская баталия». Ломоносов, вероятно, сам участвовал в разработке композиции, в которой прослеживаются «цитаты» и заимствования фигур из картин И. Н. Никитина, П-Д.Мартена Младшего, Л.Каравакка и Ж.-М. Наттье Младшего на тот же сюжет. Центральная фигура Петра I на вздыбленном коне близка фигурам на картине немецкого живописца Й. Г. Таннауера (1710) и на шпалере, созданной в мастерской Ф. Бегагля в 1722 г. Картон для мозаики написал Карл Людвиг Христинек (1732—1794), немецкий живописец, родившийся в Петербурге. В художественном отношении — по рисунку и композиции — картон представляет собой посредственное произведение. Ломоносова пытались отговорить работать с таким картоном, но он был упрям.
Над мозаикой в его доме в Петербурге на набережной реки Мойки трудились семь помощников. Для набора использовали медную «сковороду» (481 × 644 см). В январе 1765 г. гигантский труд был завершён. Несовершенство рисунка и композиции было усилено грубостью мозаичного набора. Портретность персонажей оставляет желать лучшего, историческая достоверность костюмов, обмундирования, вооружения в то время не считалась обязательными. С расстояния мозаика не выглядела монументальной, а вблизи непривычные швы набора производили странное впечатление. Новой императрице Екатерине II и её советникам мозаика не понравилась — она не соответствовала эстетике екатерининского классицизма. Президенту Академии И. И. Бецкому поручили поискать для произведения Ломоносова «какого-либо другого приличного места». Бецкой распорядился перенести мозаику в заброшенный амбар при Академии. 5 апреля 1765 г. Ломоносов скончался. Усть-Рудицкую фабрику возглавил Матвей Васильев (1732—1782), но производство за отсутствием заказов приходило в упадок и в 1768 г. фабрику закрыли. Мозаичное искусство было надолго забыто. «Полтавская баталия» девять раз меняла местонахождение, и только в 1925 г. (к двухсотлетию Академии наук) её установили на верхней площадке главной лестницы здания Академии наук на Васильевском острове.
В 1848 году возникла идея перевода живописных изображений крупнейшего в России Исаакиевского собора в мозаики «ввиду их долговечности и ценности». Причём требовалась, согласно эстетике времени, максимальная приближенность к живописным оригиналам. Но собственного мозаичного производства не существовало.
В Италии в это время выдающимся мастером римской мозаики (из миниатюрных тессер) был Микеланджело Барберри (1787—1867). В 1846 г. он открыл в Риме школу мозаичистов. В этой школе в 1847—1848 годах осваивал технику мозаики русский мастер Василий Егорович Раев. В Санкт-Петербургском Эрмитаже, в Павильонном зале, находится одно из произведений Раева с помощниками римского периода. Это вмонтированная в пол зала копия античной мозаики в ½ натуральной величины, найденной в 1870 г. в руинах терм Отрикулума близ Рима (ныне в музеях Ватикана).
В том же зале экспонируются столешницы в технике римской мозаики с видами Рима работы М. Барберри и столешница из флорентийской мозаики, созданная Джакомо Рафаэлли (1753—1836). Выпускников Императорской Академии художеств, Е. Г. Солнцева, И. С. Шаповалова, С. Ф. Федорова) командировали в Рим. В 1851 году русские ученики вернулись на родину.

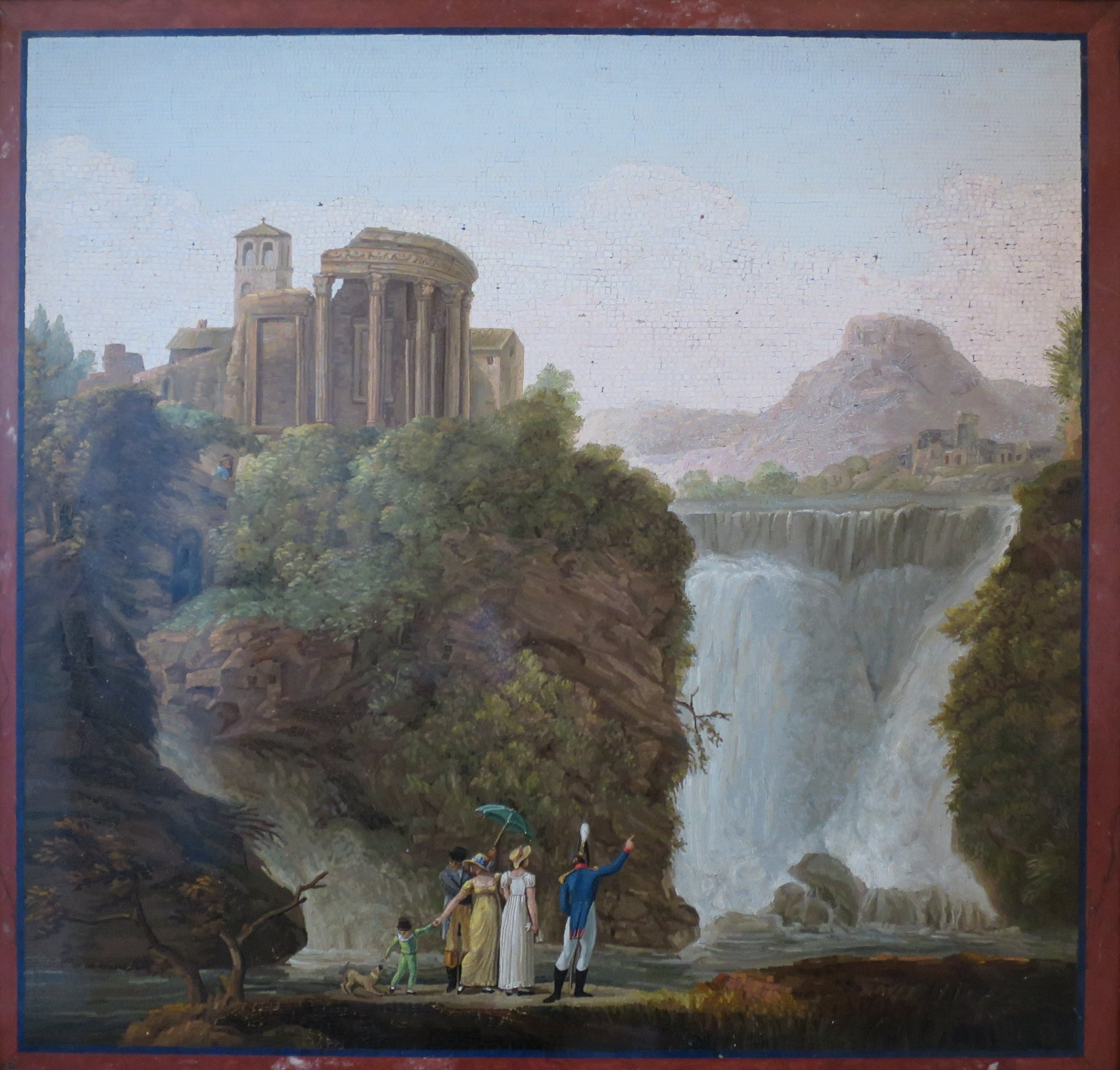
Дж. Рафаэлли. Храм Сивиллы и водопад в Тиволи. Техника римской мозаики. 1817. Государственный Эрмитаж

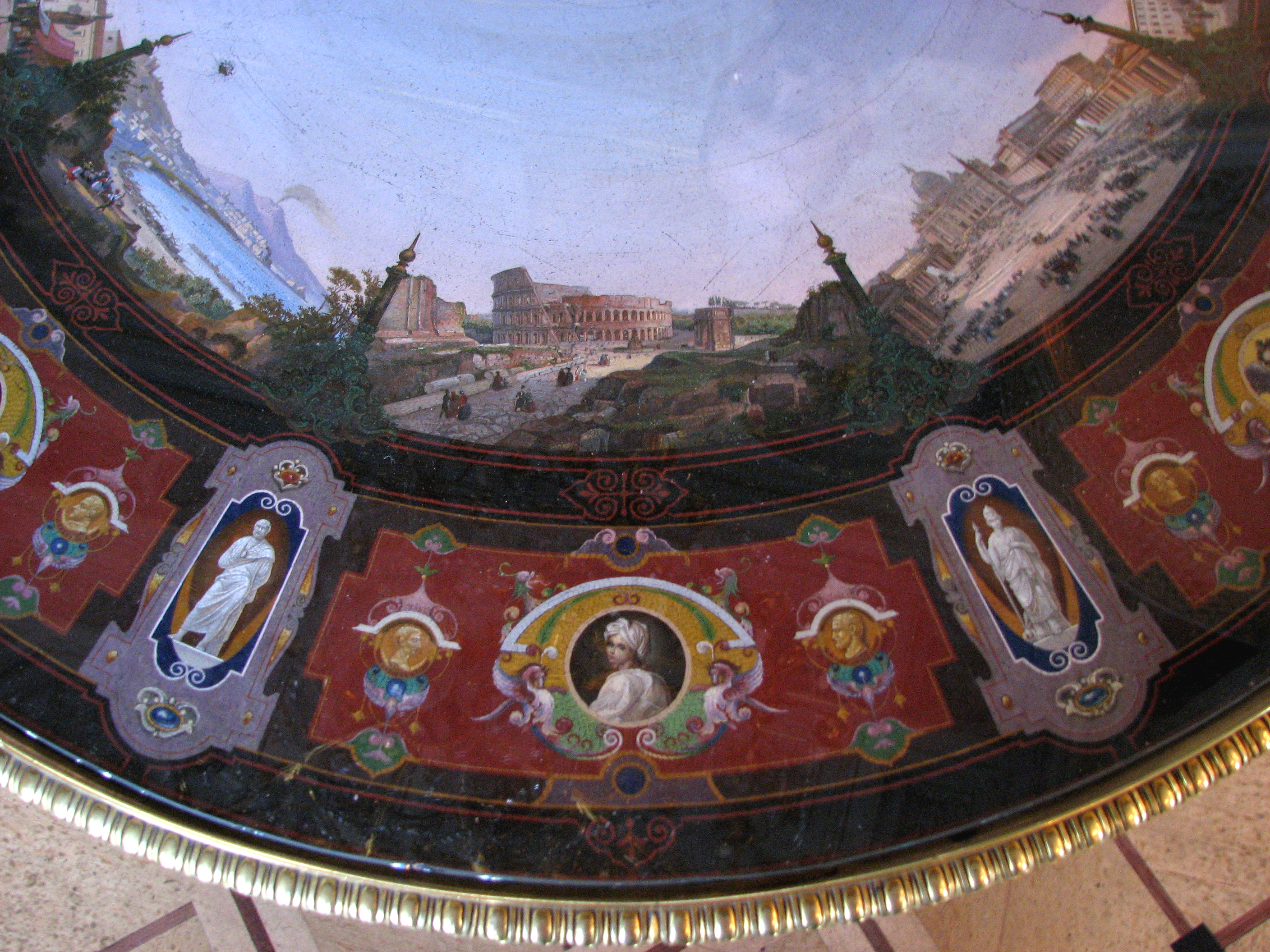
Столешница с видами Италии в технике римской мозаики. Мастерская М. Барбери. Деталь. 1852. Павильонный зал, Государственный Эрмитаж

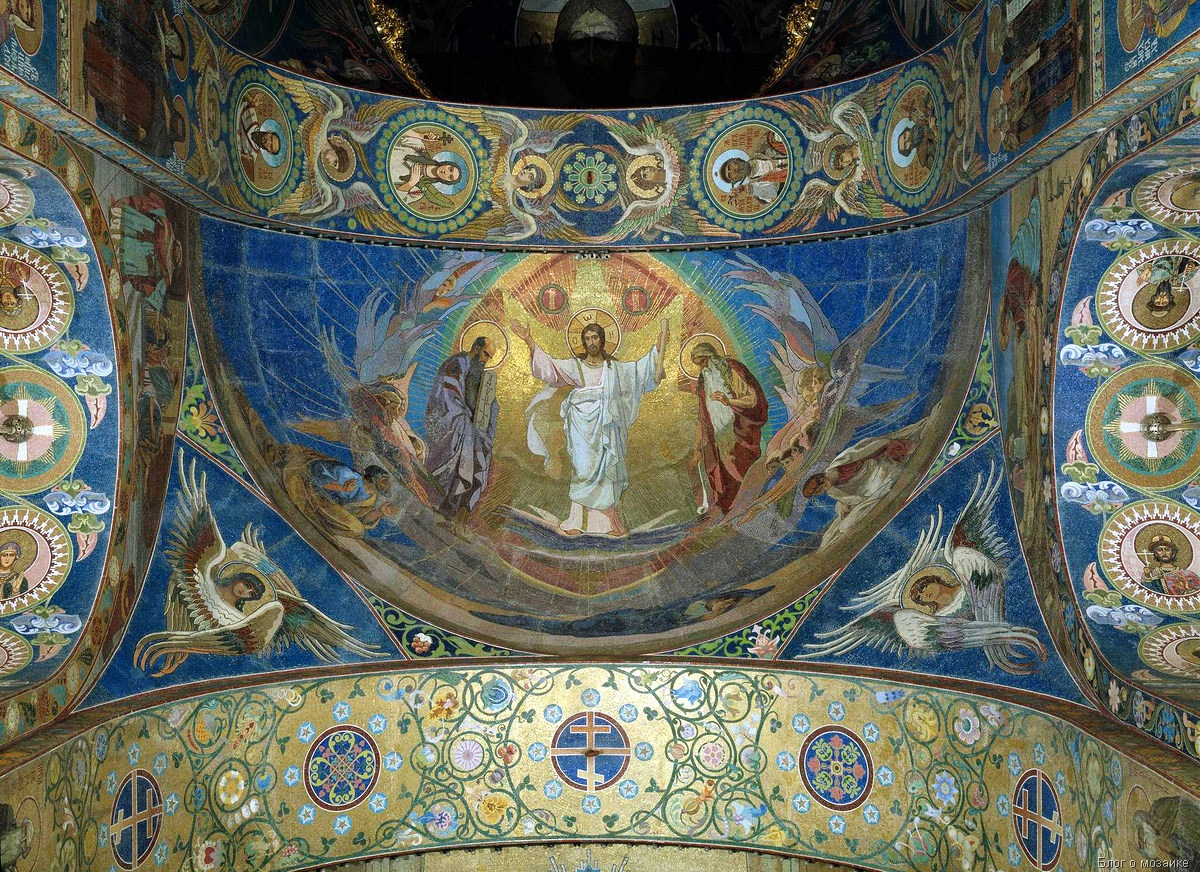
Преображение. Собор Спаса на Крови, Санкт-Петербург. Мозаика мастерской Фроловых

Для создания специального Императорского Мозаического заведения при Академии художеств в Санкт-Петербурге (вначале исключительно для нужд оформления Исаакиевского собора) в 1851 году из Италии пригласили Винченцо Рафаэлли (сына и ученика Джакомо) с братом Петром. Работа заняла долгие годы. Мозаичные картины, в том числе иконы для иконостаса, выполняли в 1851—1914 годах. Однако грандиозная по затратам работа не дала ожидаемых результатов. Мозаики из мелкой смальты с огромным количеством оттенков, поднятые на большую высоту, не сверкали подобно византийским образцам, а совершенно терялись в полумраке собора и выглядели грязными по цвету. Имитация мозаикой живописи не могла принести желаемого результата, поскольку нивелировала специфику мозаичного искусства, заключающуюся в качествах монументальности и декоративности.
С 1883 года Мозаическим отделением Академии художеств руководил Александр Никитич Фролов (1830—1909). В 1890 году он вместе со старшим сыном А. А. Фроловым организовал собственную мастерскую. Технике обратного мозаичного набора (так называемого венецианского способа) с 1888 года Фролов учился в Венеции у Антонио Сальвиати. Младший сын мастера Владимир Александрович Фролов (1874—1942) учился в Академии художеств, в 1897 г. возглавил отцовскую мастерскую. В период модерна мастерская Фроловых выполняла многие ответственные заказы: мозаики для иконостаса Собора Спаса на Крови в Санкт-Петербурге (1897—1907), Великокняжеской усыпальницы в Петропавловской крепости (1906), орнаментальные мозаики Храма Христа Спасителя в Москве (1880—1883), собор в Варшаве(1902), в Дармштадте (1903), мозаичные портреты членов царской семьи и частные заказы.
В 1934 году, когда возобновилась после длительного перерыва деятельность академической мозаичной мастерской руководить ей пригласили В. А. Фролова.. Фролов собирал коллекцию мозаик и мечтал о создании Музея мозаичного искусства. В монументальном искусстве XX—XXI веков художники используют необычные композиционные приёмы и сочетают самые разные материалы: стекло, фаянсовые плитки, фарфоровый бой, цветной кирпич, бетон и металл.

## Разновидности мозаики
В истории искусств последовательно возникали и развивались следующие разновидности мозаики:
- Штифтмозаика (нем. Stiftmosaik) — мозаика древнейшего времени из глазурованных шляпок «гвоздей» (штифтов), монтированных в сырую глину и образующих на поверхности стен геометрические узоры: зигзаги, ромбы, треугольники.
- Галечная мозаика (лат. opus barbaricum) выполнялась из разноцветной речной и морской гальки, применялась в Древней Греции для оформления пола и позже презрительно названна римлянами «варварской».
- Мраморная мозаика древних римлян (лат. opus tesselatum, от лат. tessera — кубик, плитка, игральная косточка). Набиралась из специально подогнанных разноцветных мраморных кубиков (тессер) одинакового размера.
- «Плиточная», или  «сектильная работа», штучная мозаика (лат. opus sectile — «составное произведение») — картина, набранная из разноцветных плиток мрамора, относительного крупного размера, вырезанных по контуру изображения.
- «Метод червя» (opus vermiculatum) — техника, возникшая в александрийской школы мозаики (с 200-е гг. до н. э.), в которой линия набора следует рисунку, обводя контуры и рисуя формы. Мозаика еще больше уподобляется живописи, в ней разрабатываются световые переходы, смягчаются полутона, передаются контрсвет и объем[13].
- Мозаика из стеклянной смальты («opus musivum») — связана с развитием стеклоделия в эпоху эллинизма и Византийской империи.
- Инкрустационный стиль (итал. incrostazione) — техника и стиль облицовки наружных стен здания пластинками разноцветного мрамора, создающих разнообразный геометрический узор. Характерна для архитектуры средневековой Флоренции и Тосканы эпохи Возрождения[14].
- Мозаичный витраж — другое название «паечного», или «перегородчатого», средневекового витража — наборной картины из разноцветных стёкол, монтированных в свинцовые перемычки. Иначе: клуазонне́ (фр. cloisonné — разделённый перегородками, от cloison — перегородка, перемычка). В ином значении — наборный витраж, осуществляемый наклеиванием кусочков разноцветного стекла, вырезаемых по контуру рисунка, как правило, без росписи, с помощью эпоксидной смолы или иных составов на основу из бесцветного листового стекла.
- Чертозианская мозаика (итал. certosina) — техника ренессансной инкрустации, получившая распространение в Италии XV—XVI веков в чертозах — монастырях картезианского ордена. Изготовление мебели и других предметов, поверхность которых сплошь покрыта кусочками слоновой кости, перламутра и чёрного дерева, образующими на поверхности мелкий геометрический узор[15].
- Флорентийская мозаика (итал. pietra dura — твёрдый камень) используется в основном для декоративных вставок в мебель. Выполняется из крупных пластинок разноцветных камней с естественными градациями тона и узорами текстуры — яшмы, малахита, родонита, лазурита, а также перламутра, слоновой кости и иных материалов, вырезанных по контуру рисунка и контрастных по цвету.
- Русская мозаика — техника мозаики в камнерезном искусстве, позволяющая, используя небольшие пластины ценного узорчатого поделочного камня (чаще малахита), облицовывать изделия большого размера (колонны, вазы), создавая впечатление массива. Техникой такой облицовки, оставляя незаметными швы, в совершенстве владели русские мастера, отсюда название.
- Римская мозаика — техника декорирования предметов мебели (наиболее знамениты столешницы в собрании Эрмитажа в Санкт-Петербурге) мелкими кусочками цветного камня и смальты. Мельчайшие кубики (тессеры) позволяли достигать точности изображения при воспроизведении живописных картин, что особенно ценилось в XIX веке. Название возникло по причине особой популярности продукции римских мозаичных мастерских.
- Маркетрѝ (фр. marquéterie — деревянная мозаика, техника мозаичного набора из деревянного шпона (тонкой, однослойной фанеры). Такую технику используют в случаях оклейки основы мебели из более дешёвого, но прочного материала, дорогими породами: чёрным (эбеновым) или красным деревом, ясенем, карельской берёзой. Другие названия: деревянный набор, наборное дерево.
- Паркетрѝ (фр. parqueterie — «настил») — создание узорчатых наборных полов в дворцовых помещениях[16][17].

### Способы укладки
При прямом наборе элементы мозаики вдавливаются в грунт. При обратном наборе мозаика собирается на картоне или ткани, потом переносится на загрунтованную поверхность.
Укладка мозаики: техника похожа на укладку плитки, клей и затирочный раствор для мозаичных швов доступны в каждом строительном магазине.
Основание исследуется на прочность, выявляются все дефекты — трещины, каверны, гравийные гнёзда, арматура или другие инородные предметы, не включённые в проект, а также проблемные области, например, масляные пятна, рыхлое или недостаточно прочное основание, пустоты. Основание должно быть крепким, несущим, сухим, а также ровным и очищенным от средств, уменьшающих сцепление (например, добавок, уменьшающих адгезию и облегчающих демонтаж опалубки), без следов цементного молока, пыли, грязи, остатков краски, стёртой резины и тому подобного. При необходимости провести механическую очистку основания, например, путём пескоструйной обработки. Перед началом укладки мозаики визуально поверхность должна быть ровной, без наплывов, ямок и трещин, а также сухой и прогрунтованной.

#### Укладка мозаики на бумаге
Укладка начинается с нанесения на подготовленную поверхность клея, после чего он равномерно распределяется по всей поверхности. В большинстве случаев рекомендуется применять клеевые составы на латексной основе. Мозаика клеится обратной к бумаге стороной. Укладка должна быть аккуратной, поэтому расстояние между листами должно соответствовать расстоянию между плитками, излишнее давление недопустимо. По окончании укладки листы необходимо закрепить легкими ударами площадки с резиновым основанием.
Через сутки бумагу можно удалить — смоченная влажной губкой, она отстаёт. Перед затиркой швов мозаичную поверхность необходимо очистить от остатков бумаги и клея, после чего затирку можно выполнить при помощи резиновой тёрки. Для затирки швов целесообразно использовать состав, который рекомендуется производителем мозаики. Когда затирка завершена, можно выполнить очистку мозаики и отполировать мозаичную поверхность.

#### Укладка мозаики на сетке
В отличие от мозаики на бумажных листах, мозаика, наклеенная на сетку, клеится лицевой поверхностью вверх. Для технологии её укладки характерно то, что после высыхания клея можно приступать сразу же к затирке швов.

### Материалы
В качестве мозаичных материалов используются традиционные — природный камень, смальта, керамика и металл. Этот арсенал сравнительно недавно пополнился керамогранитом. Тем не менее, смальта остаётся основным материалом при создании классических декоративных панно архитектуры, прежде всего — интерьеров. Наиболее популярны стекло и керамика ввиду их прочности и ряда других технических характеристик, доступности, наконец — художественного потенциала: многообразия колористических решений, сравнительной простоты обработки, большого диапазона модульных параметров — по части размеров и конфигураций. Камень используется в основном для создания напольных композиций; металл — для расширения выразительных средств мозаичных произведений; керамогранит — для фасадных работ, при формировании тротуаров, парковых дорожек и полов общественных сооружений.
Благодаря сумме функциональных и эстетических свойств этого материала, устойчивости к различным погодным условиям, жаропрочности и морозостойкости, малому коэффициенту водопоглощения, устойчивости к механическим воздействиям, агрессивным и биосредам, светостойкости, наряду с разнообразием гаммы и другими достоинствами, он находит широкое применение в различных сооружениях, эксплуатация и долговечность которых обусловлены названными факторами: в различных садово-парковых, водных сооружениях, в оформлении каминов и печей.
Мозаики из смальты и других видов декоративного стекла, помимо монументальных форм и элементов архитектуры; уже упомянутых панно, разнообразных фризов и других включений, используется также в самостоятельных прикладных направлениях изобразительного искусства, в орнаментальных и концептуальных композициях. Её художественные возможности велики: она позволяет создать декор простого рисунка в виде узора, любой произвольной композиции.

## Галерея

Греческие и римские мозаики
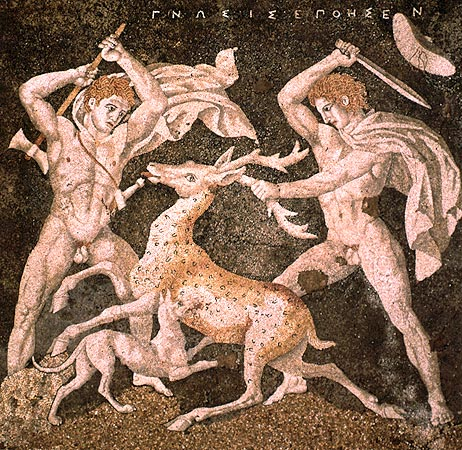
Охотничья мозаика[англ.] из Дома похищения Елены в Пелле, Древняя Македония, конец IV века до н. э.
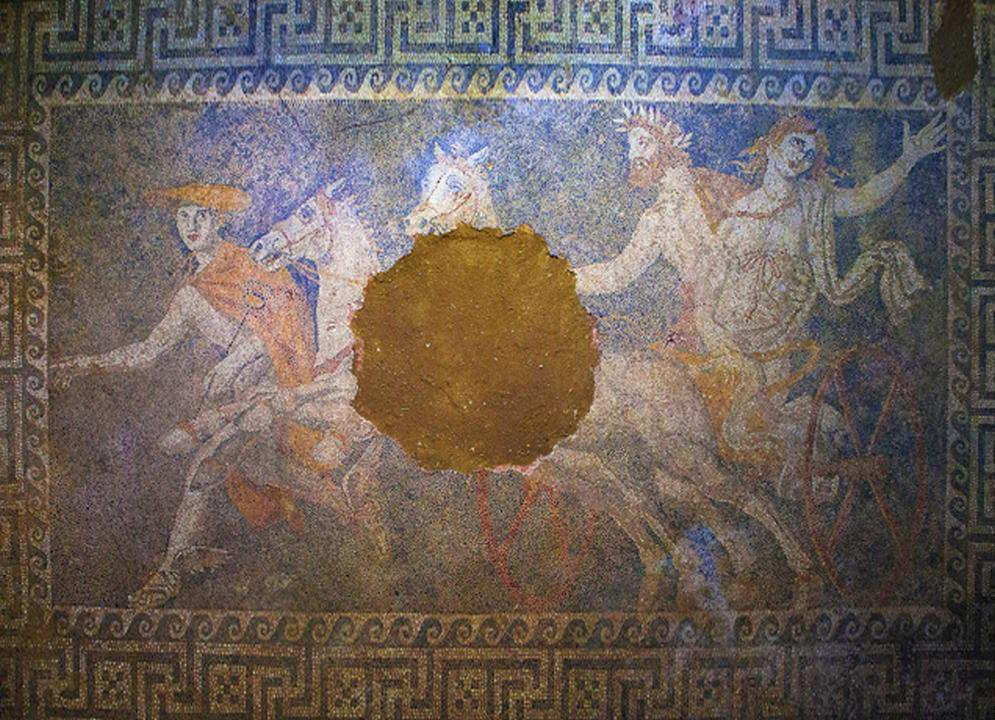
Мозаика из гробницы в Амфиполисе, изображающая похищение Персефоны Плутоном, IV век до н. э.
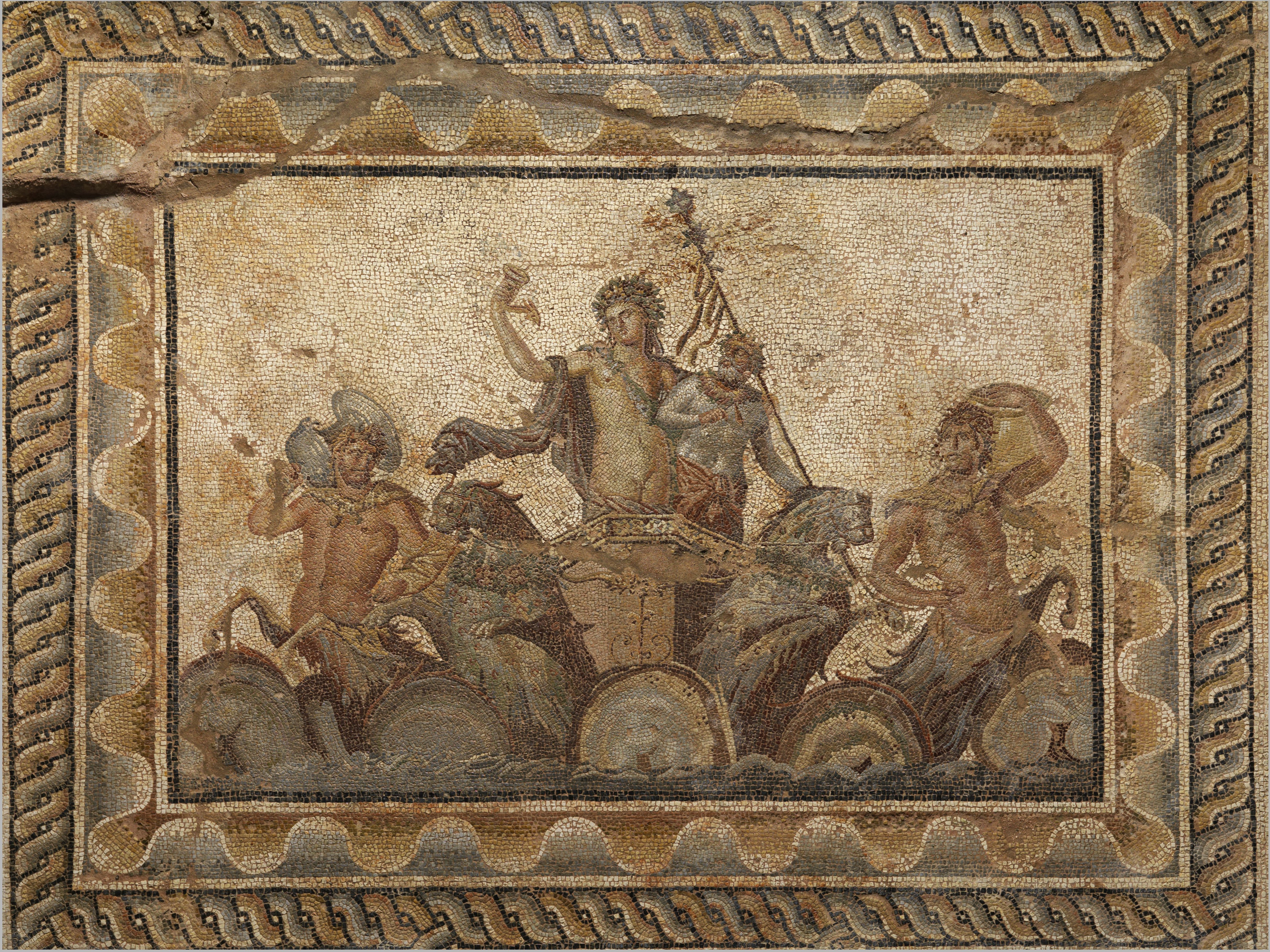
Прозрение на мозаике Диониса, из Виллы Диониса (II век н. э.) в Дионе, Греция. Теперь в Археологическом музее Диона.
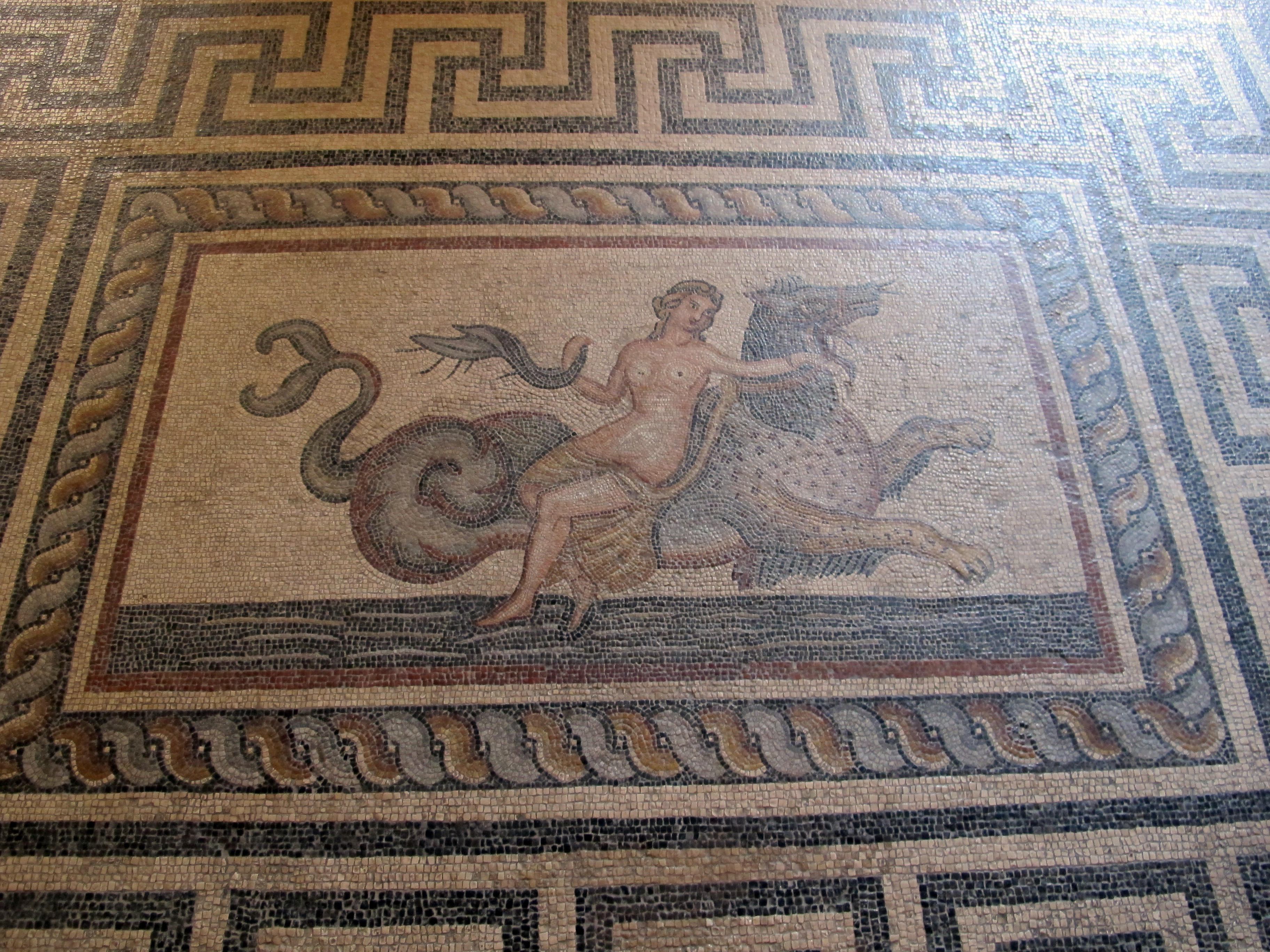
Эллинистическая греческая мозаика нимфы, катающейся на морском существе, из дворца Великого Магистра Рыцарей Родоса, Греция, II век до н. э.
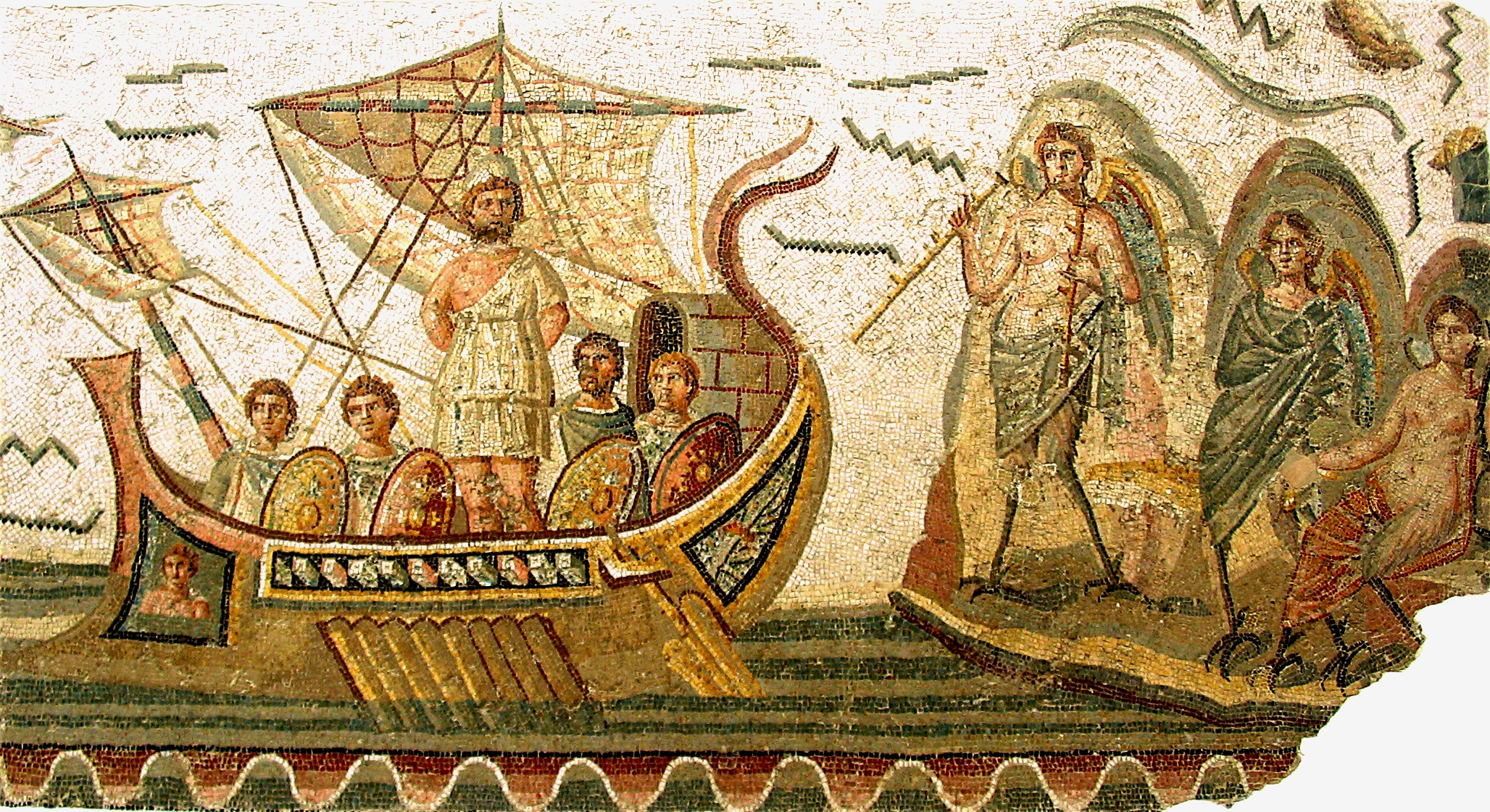
Римская мозаика Улисса, из Карфагена, II век н. э., теперь в Музее Бардо, Тунис
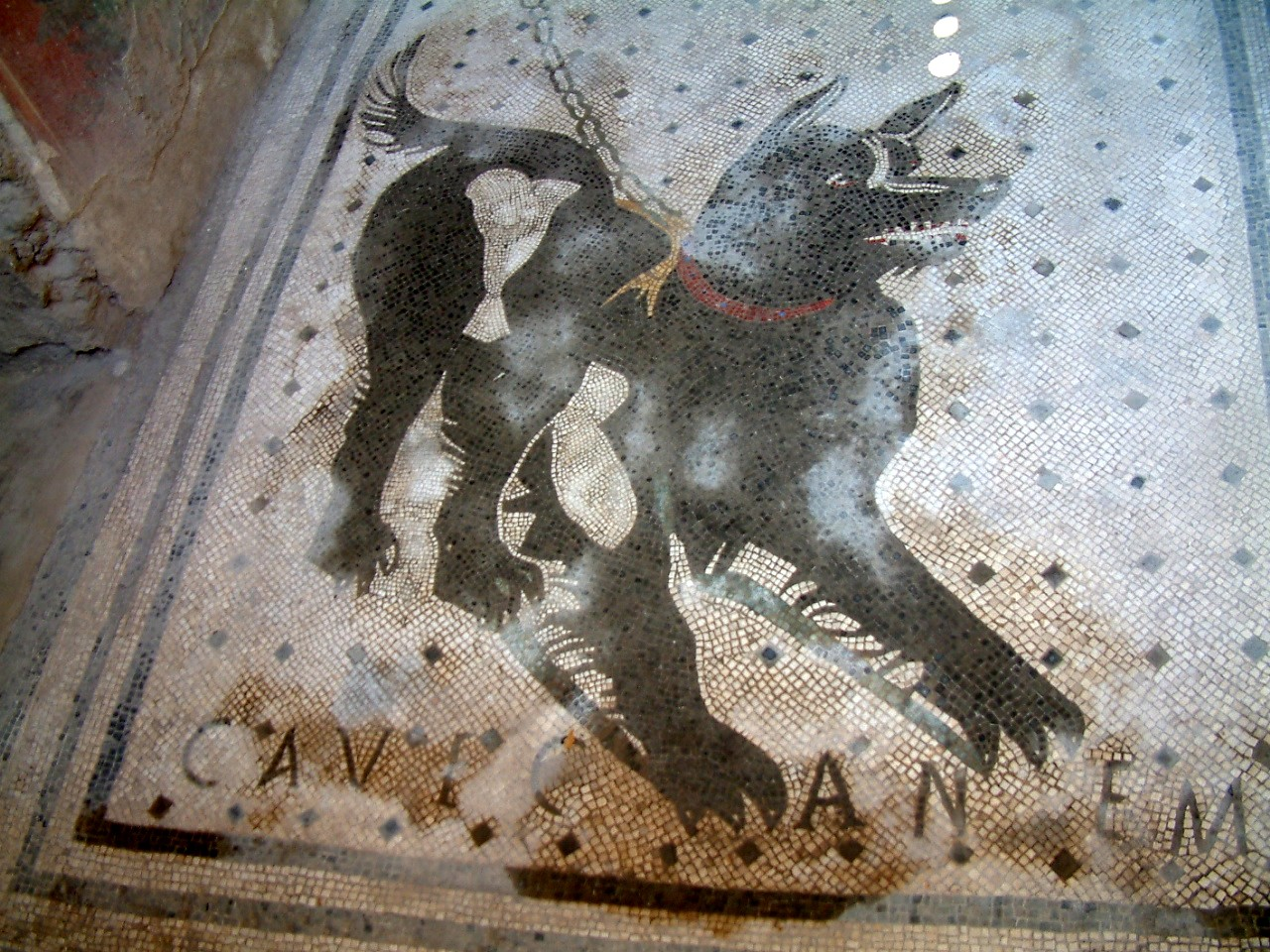
Мозаики «Остерегайтесь собаки»[англ.]* были популярным мотивом для порогов римских вилл
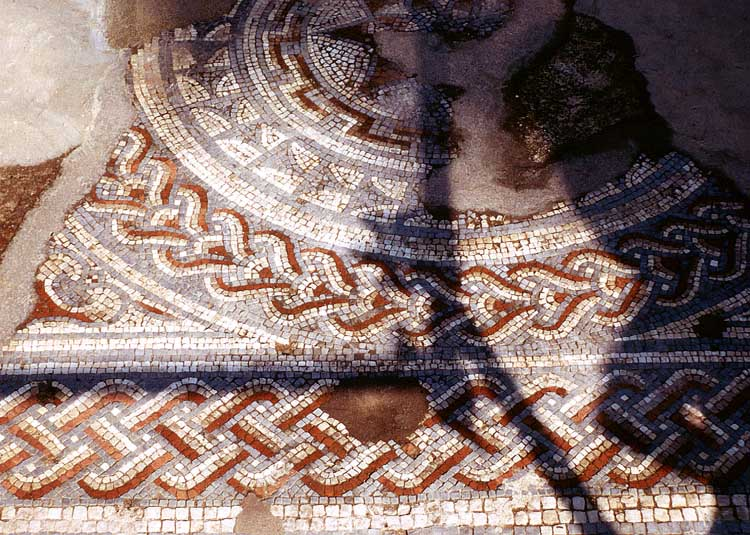
Небольшая часть Большого тротуара, римская мозаика, заложенная в 325 г. н. э. в Вудчестере[англ.], Глостершир, Англия
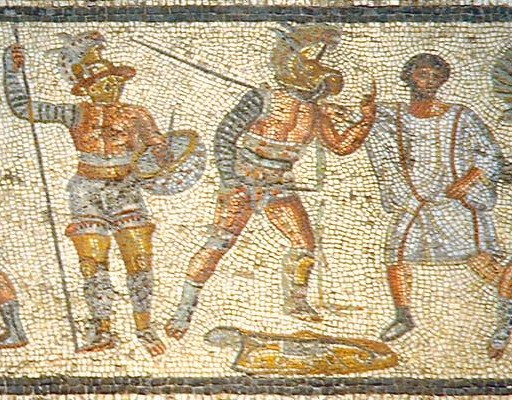
Злитенская мозаика[англ.] показывает гладиаторов II века.
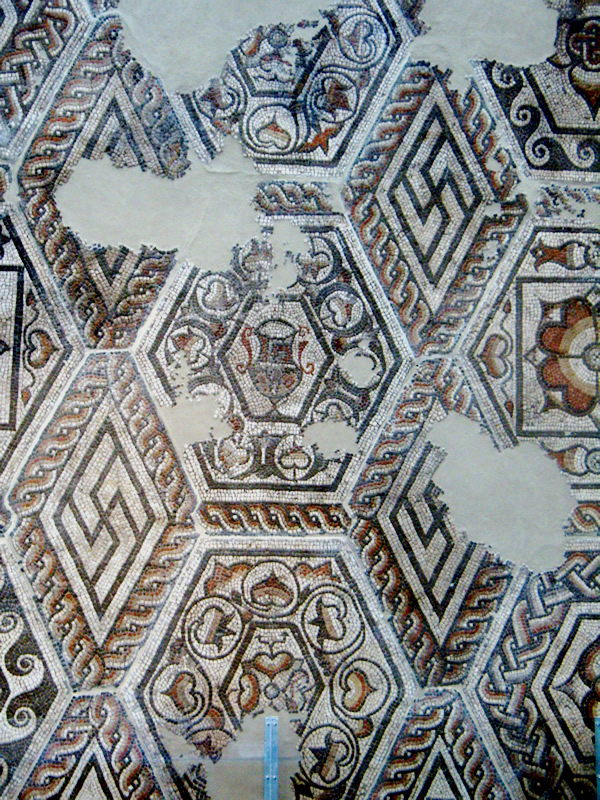
Римская мозаика найдена в Каллеве[англ.] (Сильчестер)
Римская мозаика, изображающая свадьбу Диониса и Ариадны, с Силеном и сатиром, II век, Тунис
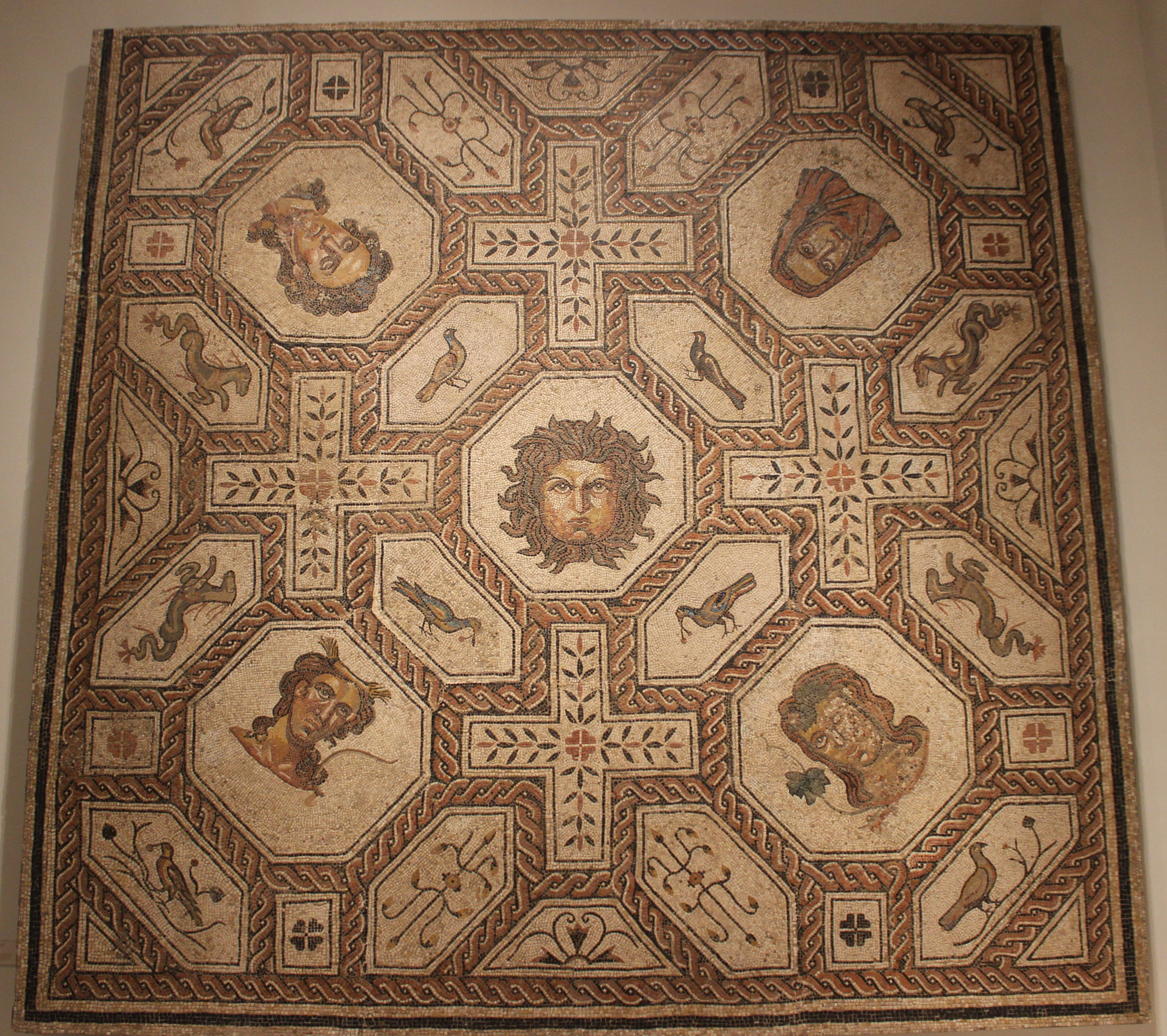
Мозаика, показывающая Медузу и репрезентативные фигуры четырех сезонов, из Паленсии, Испания, была сделана между 167 и 200 гг. н.э.
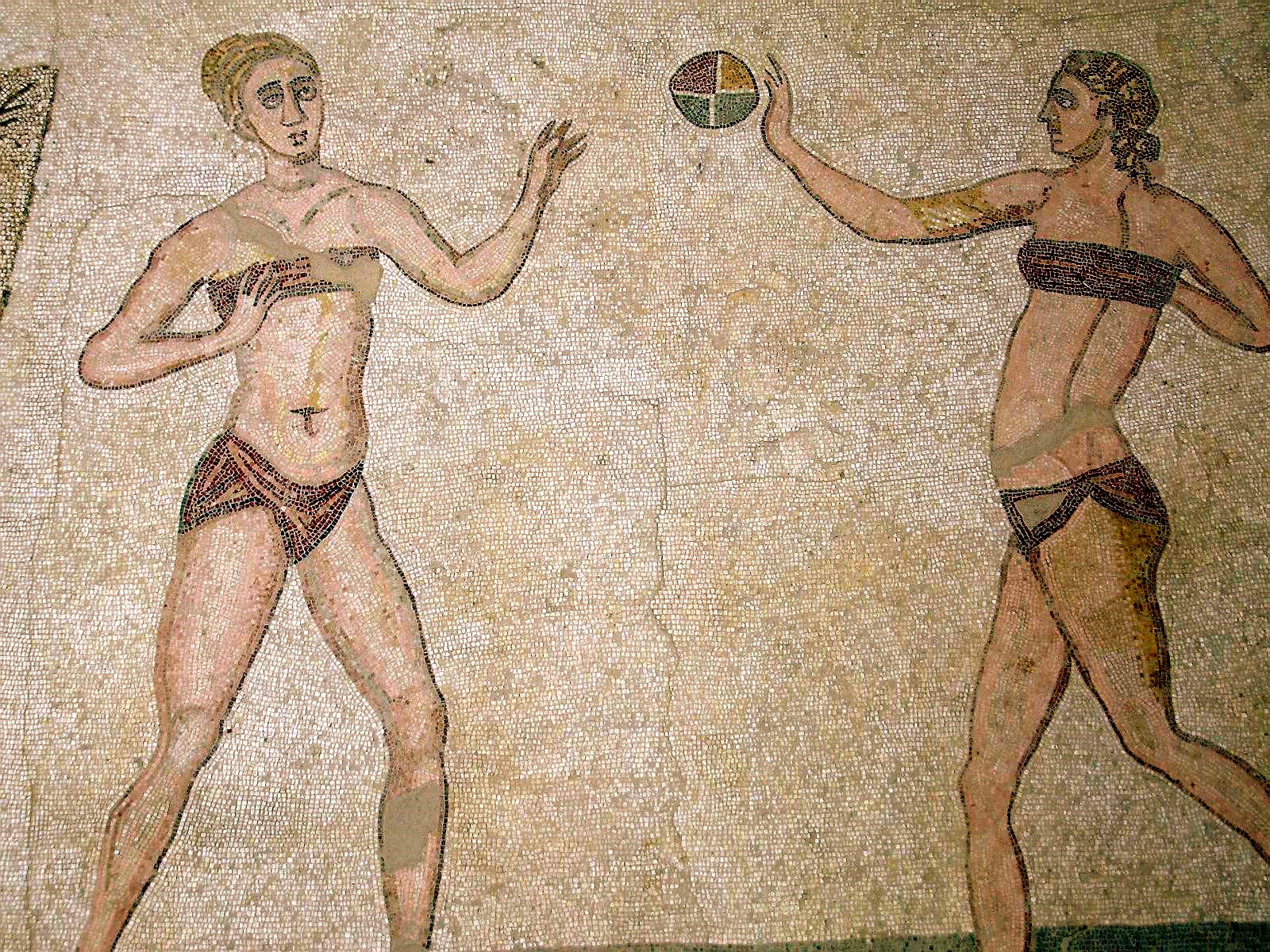
Мозаика женщин-спортсменок, играющих в мяч на Вилле дель-Казале из Пьяцца-Армерина, IV век
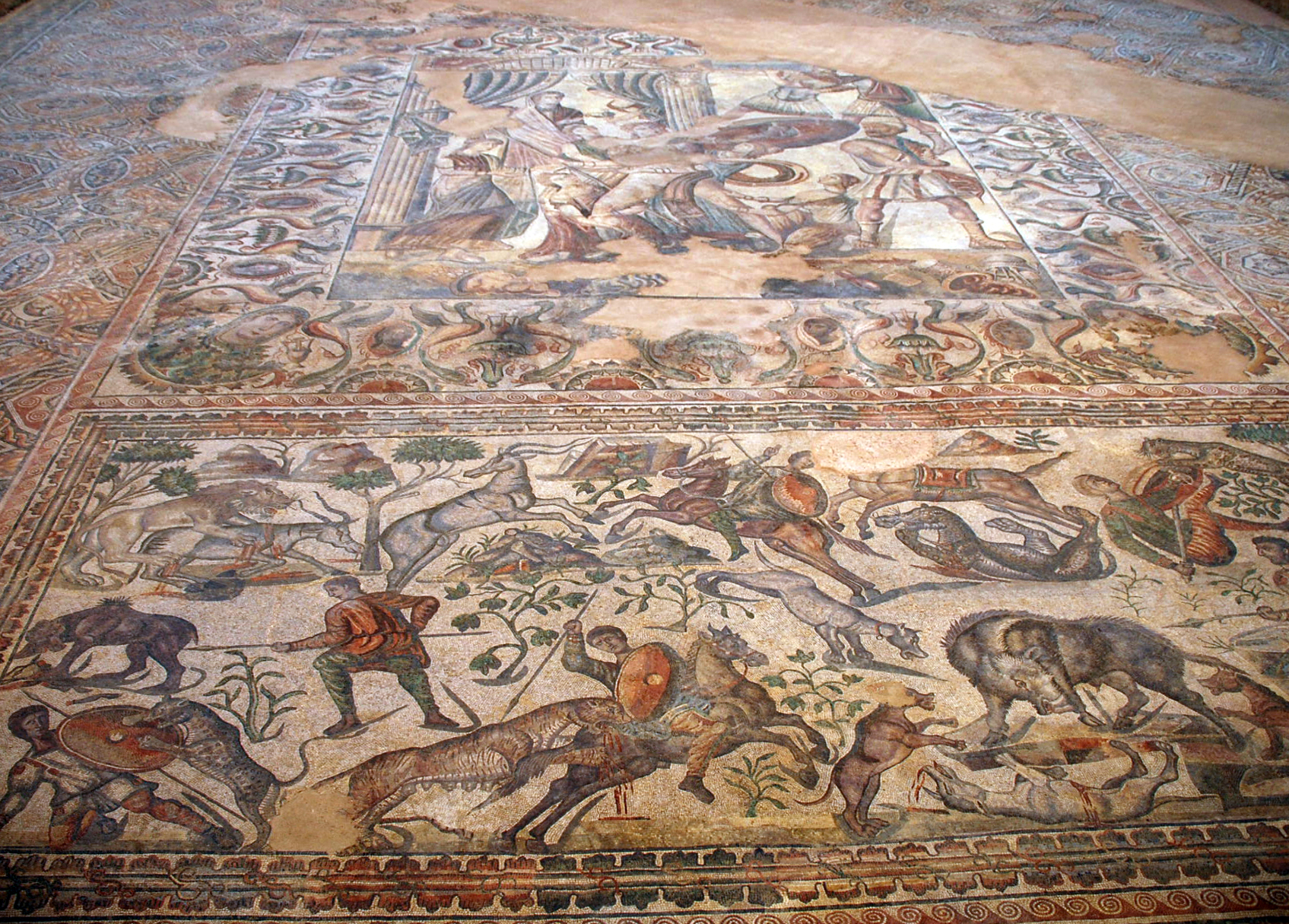
Поздняя римская мозаика на вилле Романа в Ла-Ольмеде[англ.], Испания, IV-V века н. э.
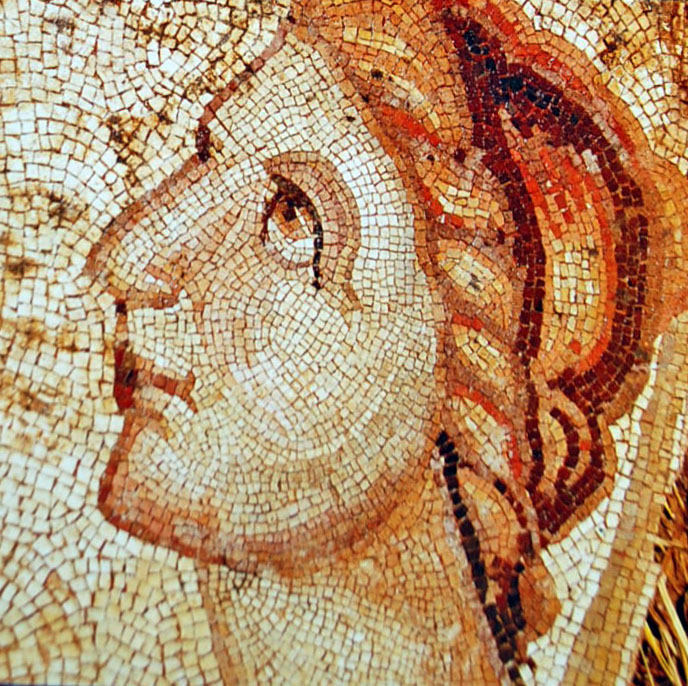
Деталь принцессы Скироса (из более крупной сцены Илиады, изображающей её и других принцесс[англ.], заискивающих перед Ахиллом, видя как Одиссей смотрит), из виллы Ла-Ольмеда[англ.], Испания, IV-V века н. э.
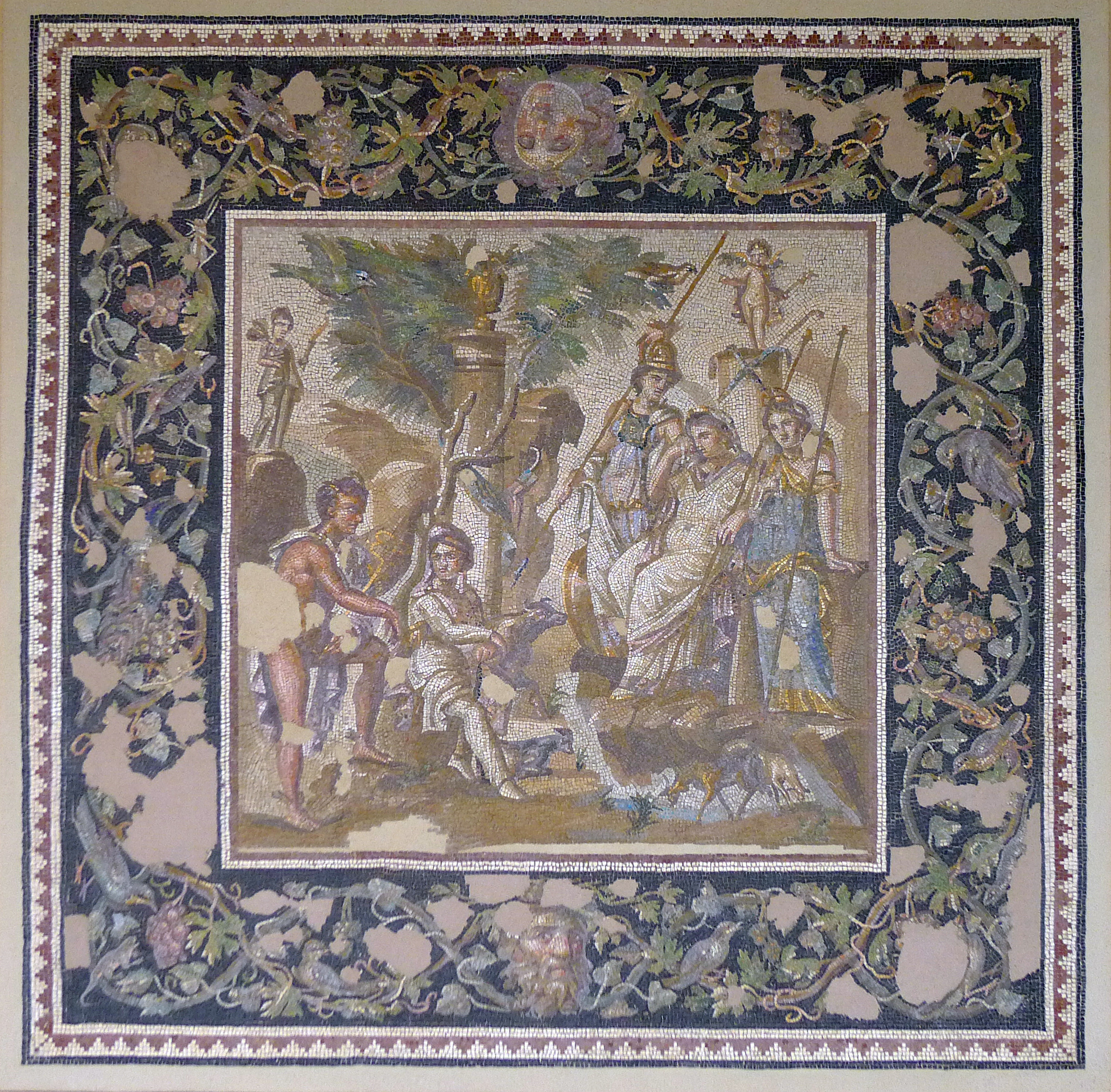
Суд Париса, мрамор, известняк и стеклянные кубики, 115-150 гг.; из столовой дома Атриум в Антиохии-на-Оронте
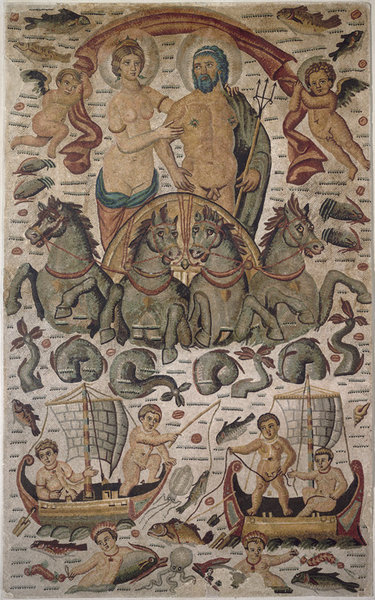
Триумф Посейдона и Амфитриты, показывающий пару в процессии, деталь мозаики из Цирты, Римская Африка, 315-325 гг. н. э., Лувр
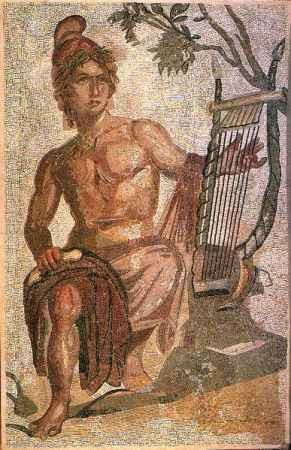
Мозаика Орфея из Каралиса, современный Кальяри (Италия), в настоящее время в Археологическом музее Турина
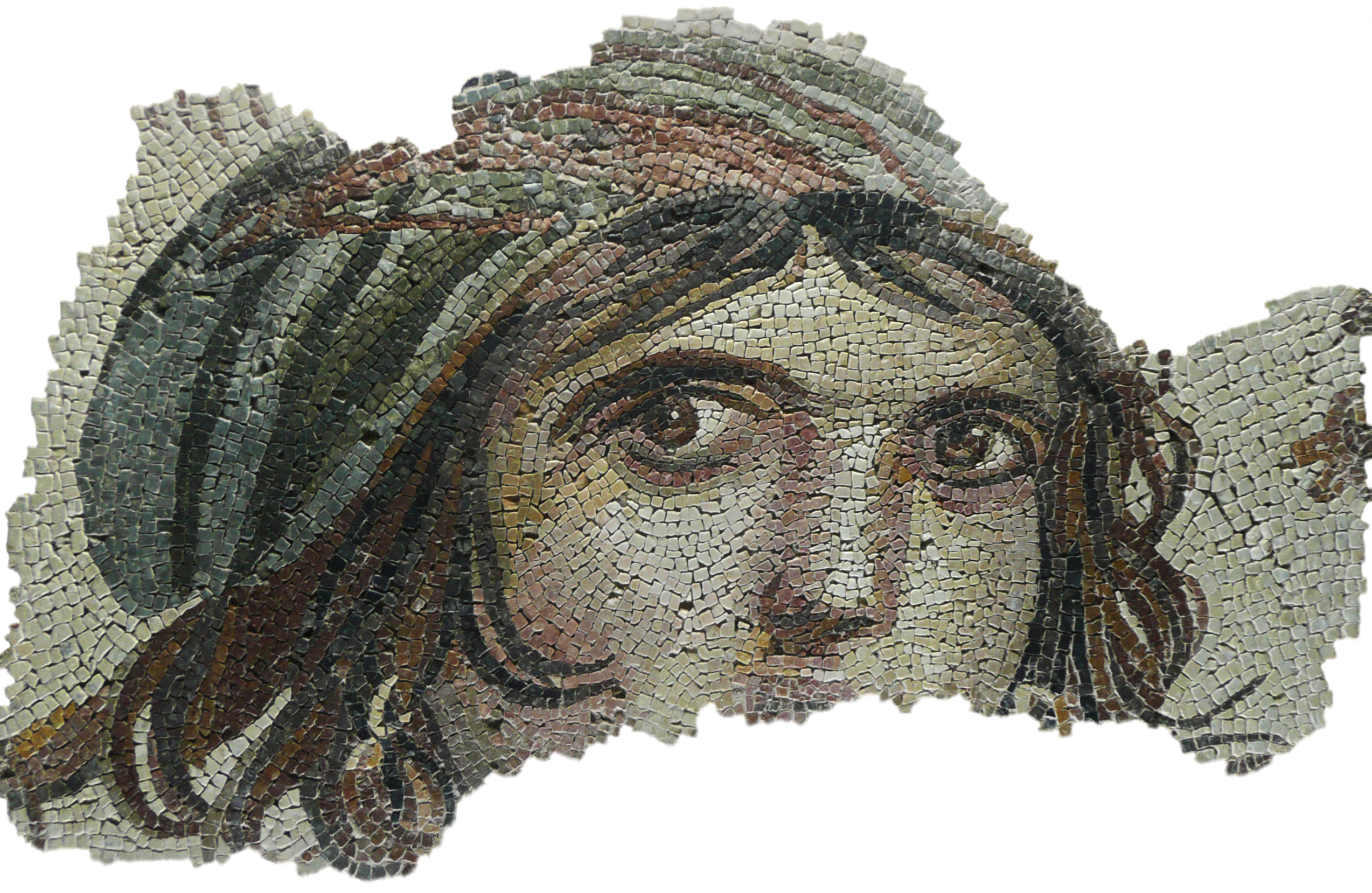
Музей археологии Газиантепа (Зевгма)

Христианские и византийские мозаики
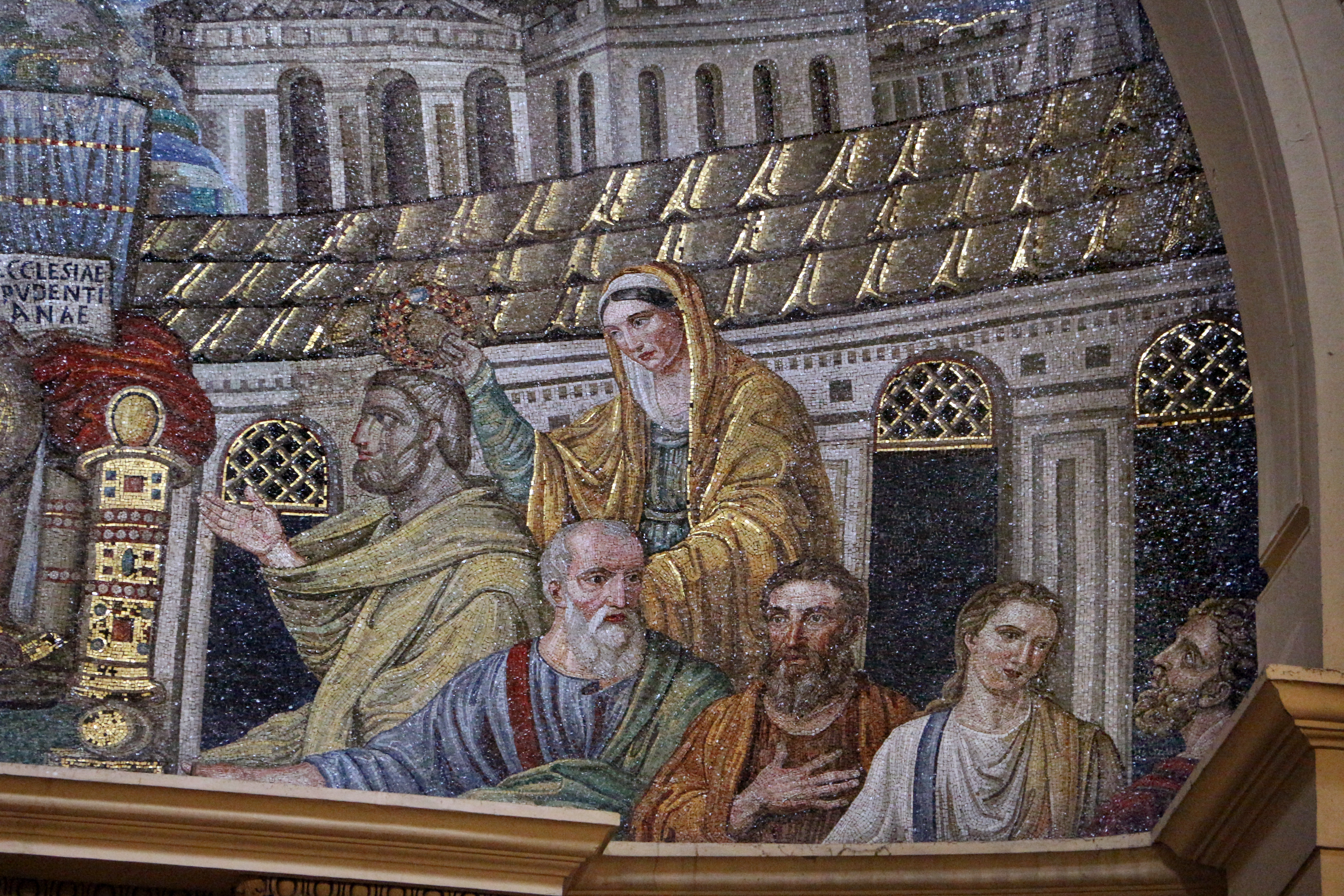
Деталь палеохристианской мозаики из базилики Санта-Пуденциана в Риме, около 410 г. н. э., изображающая Святую Пуденциану
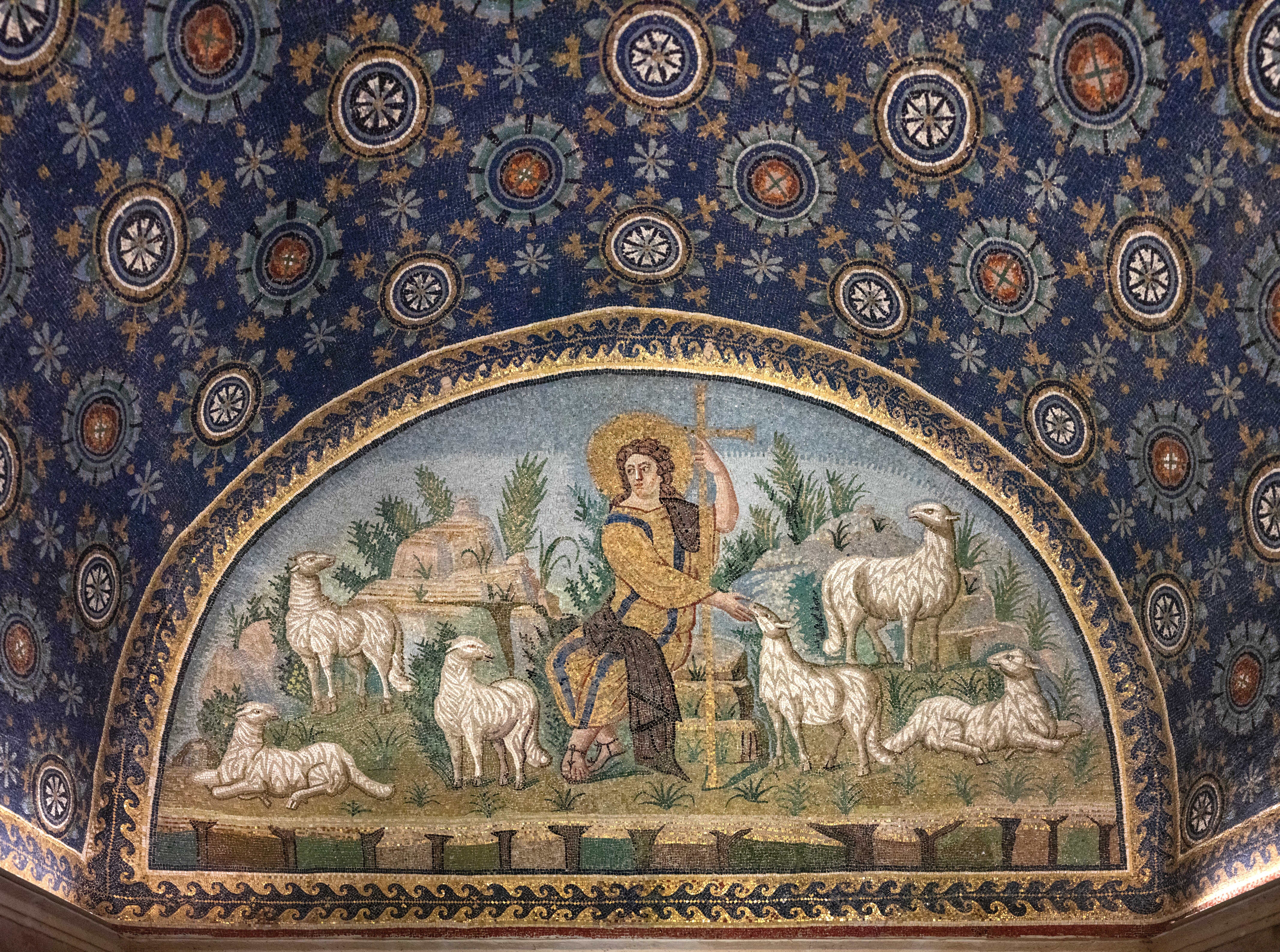
Мозаика "Добрый Пастырь" в Мавзолее Галлы Плацидии, Равенна
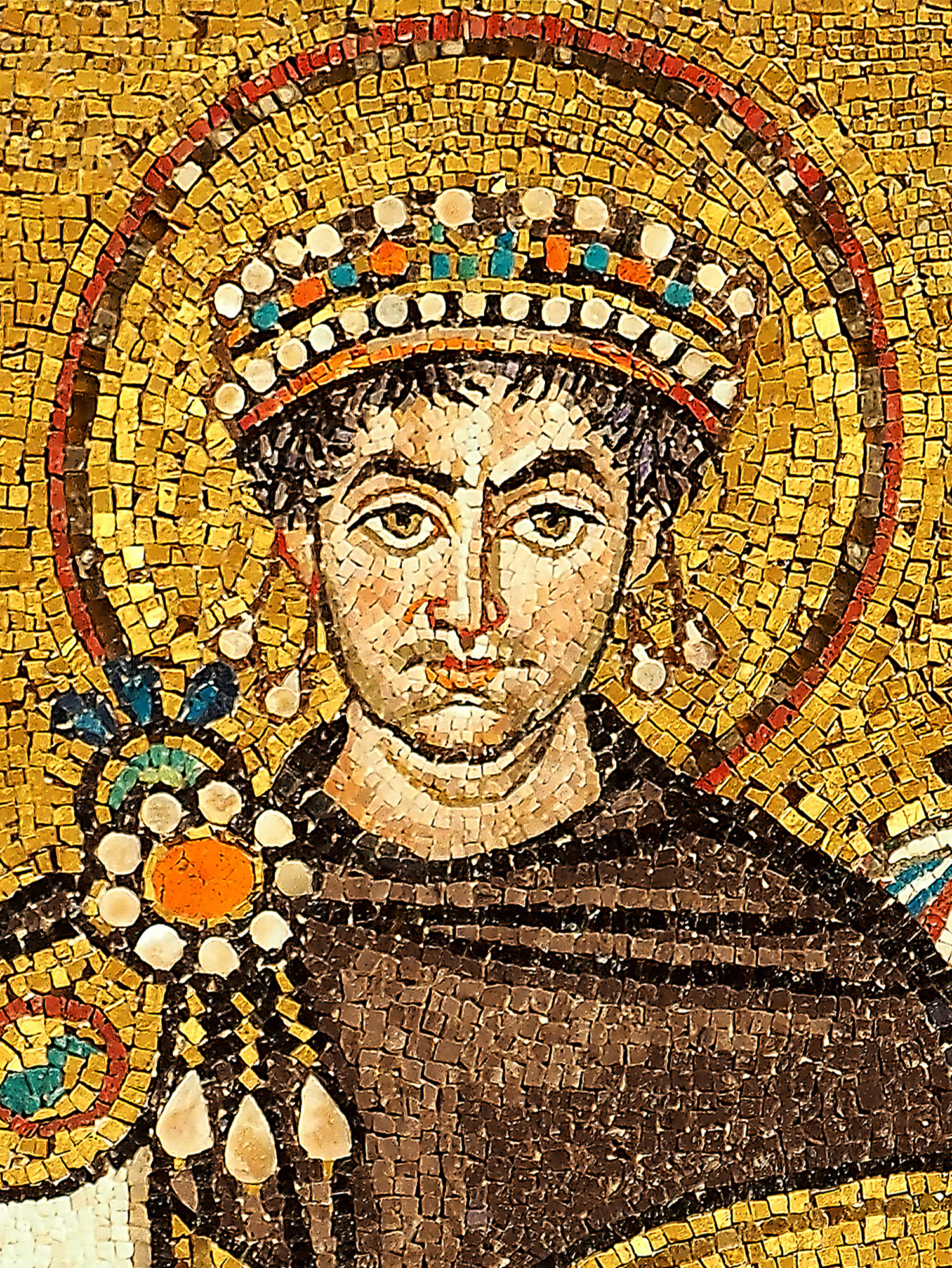
Мозаика "Юстиниан I" в Базилике Сан-Витале, Равенна
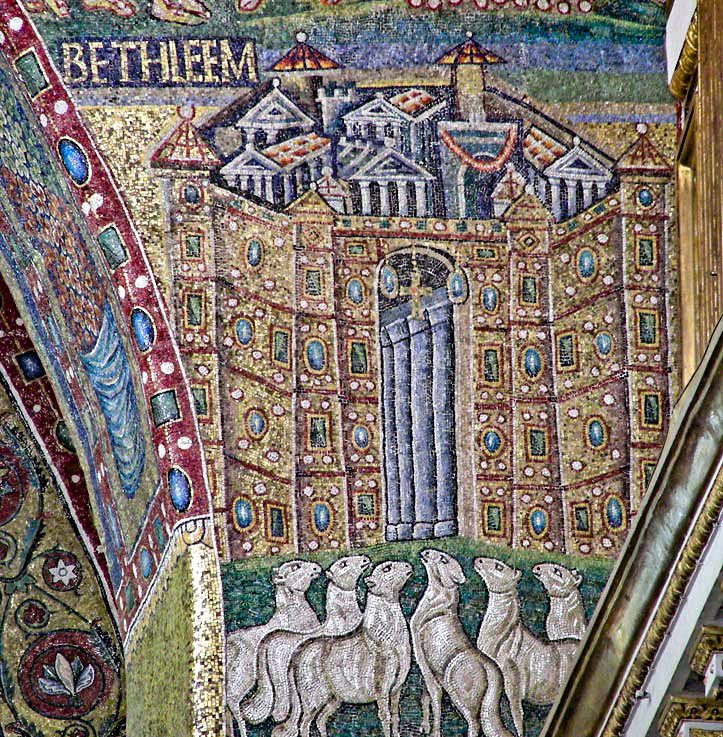
Мозаика V века в триумфальной арке базилики Санта-Мария-Маджоре, Рим
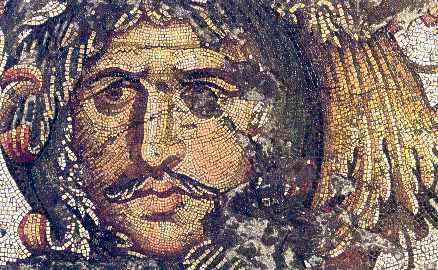
Так называемый готский вождь. Мозаика перистиля Великого дворца Константинополя
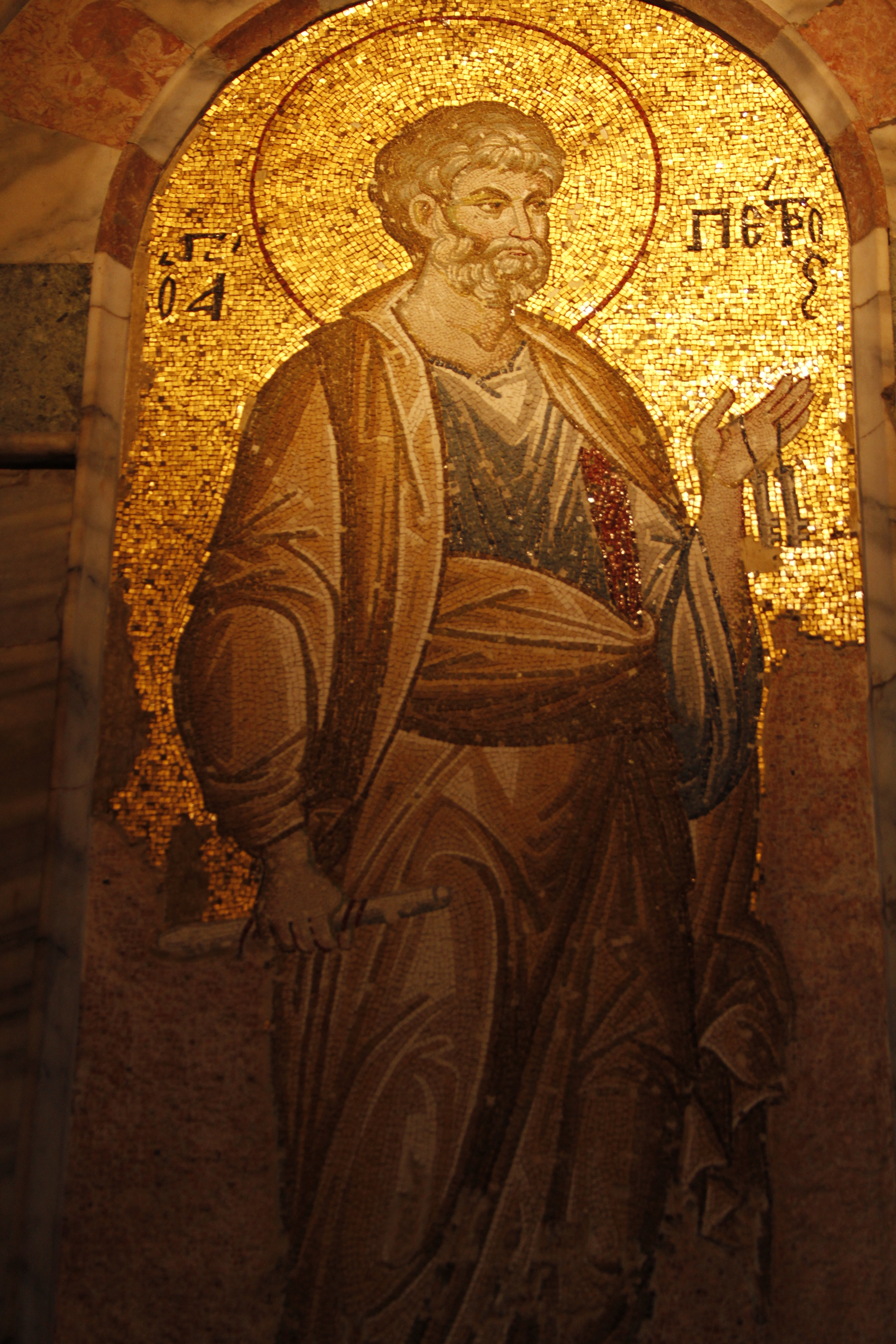
Мозаика Святого Петра из Монастыря Хора
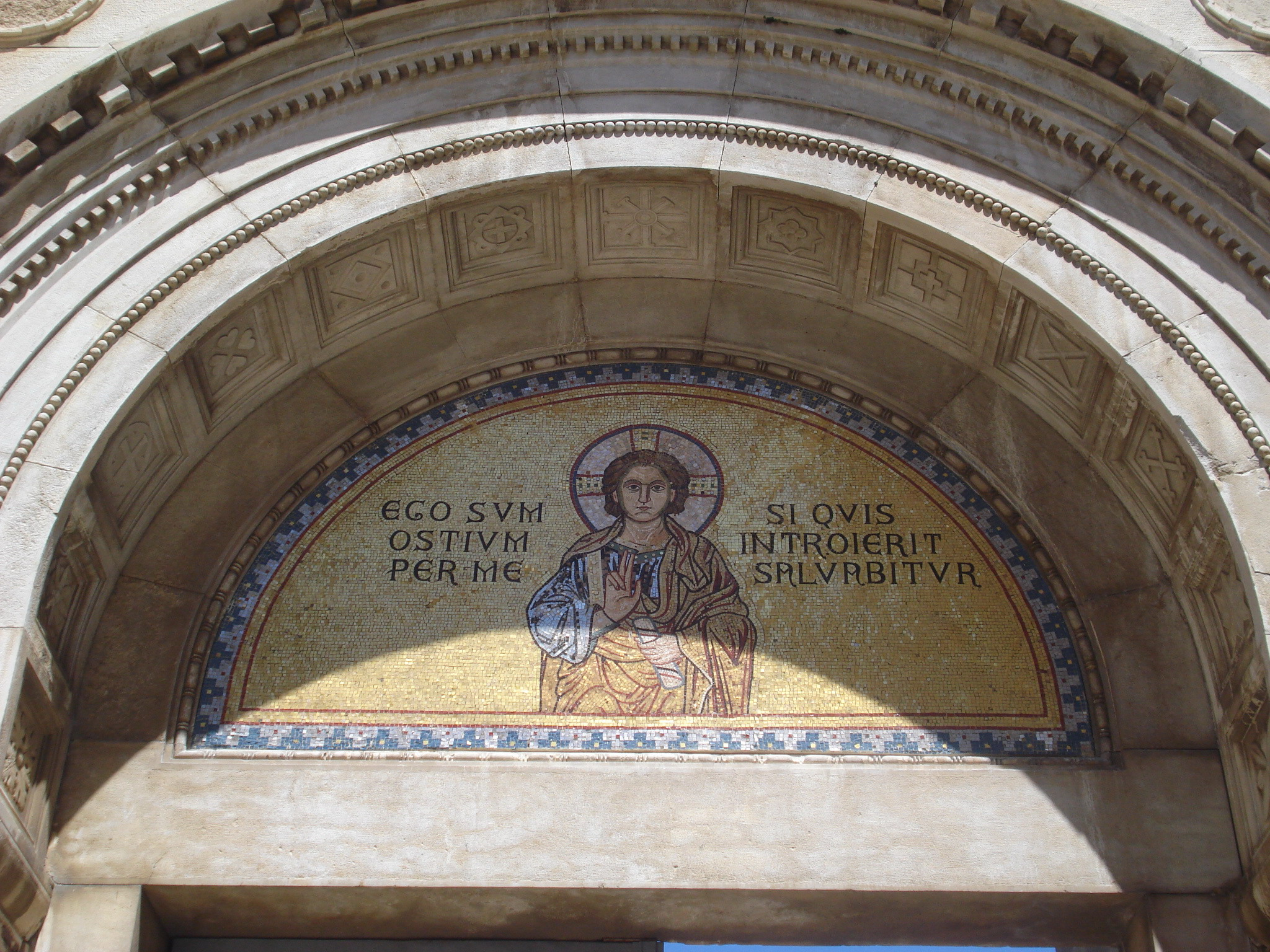
Византийская мозаика над входным порталом Евфразиевой базилики в Порече, Хорватия. VI век
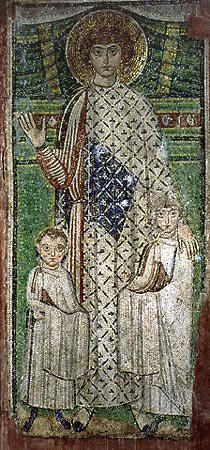
Изображение (перед иконоборчеством) святого Димитрия на базилике Агиос Деметриос в Салониках
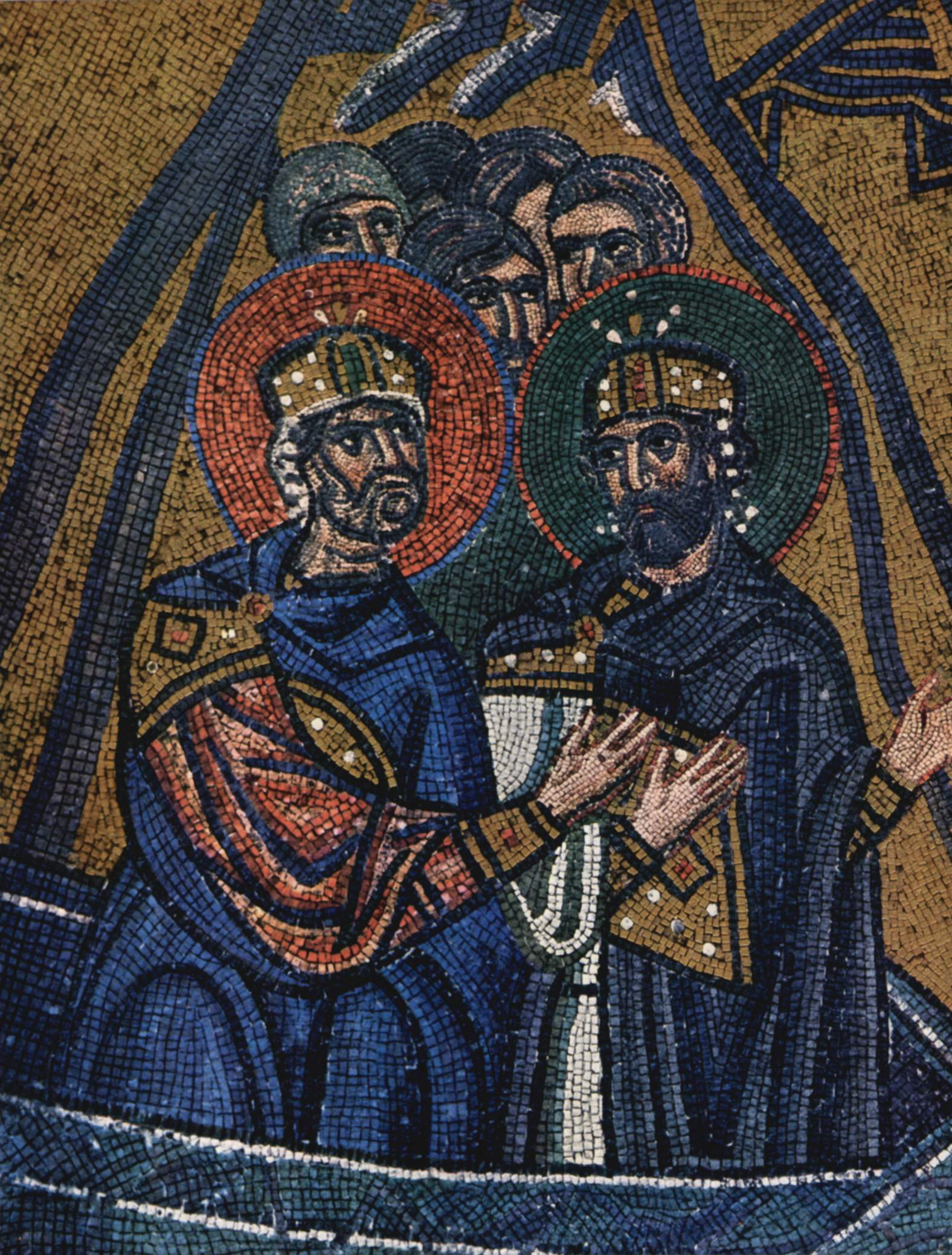
Деталь мозаики из монастыря Неа-Мони
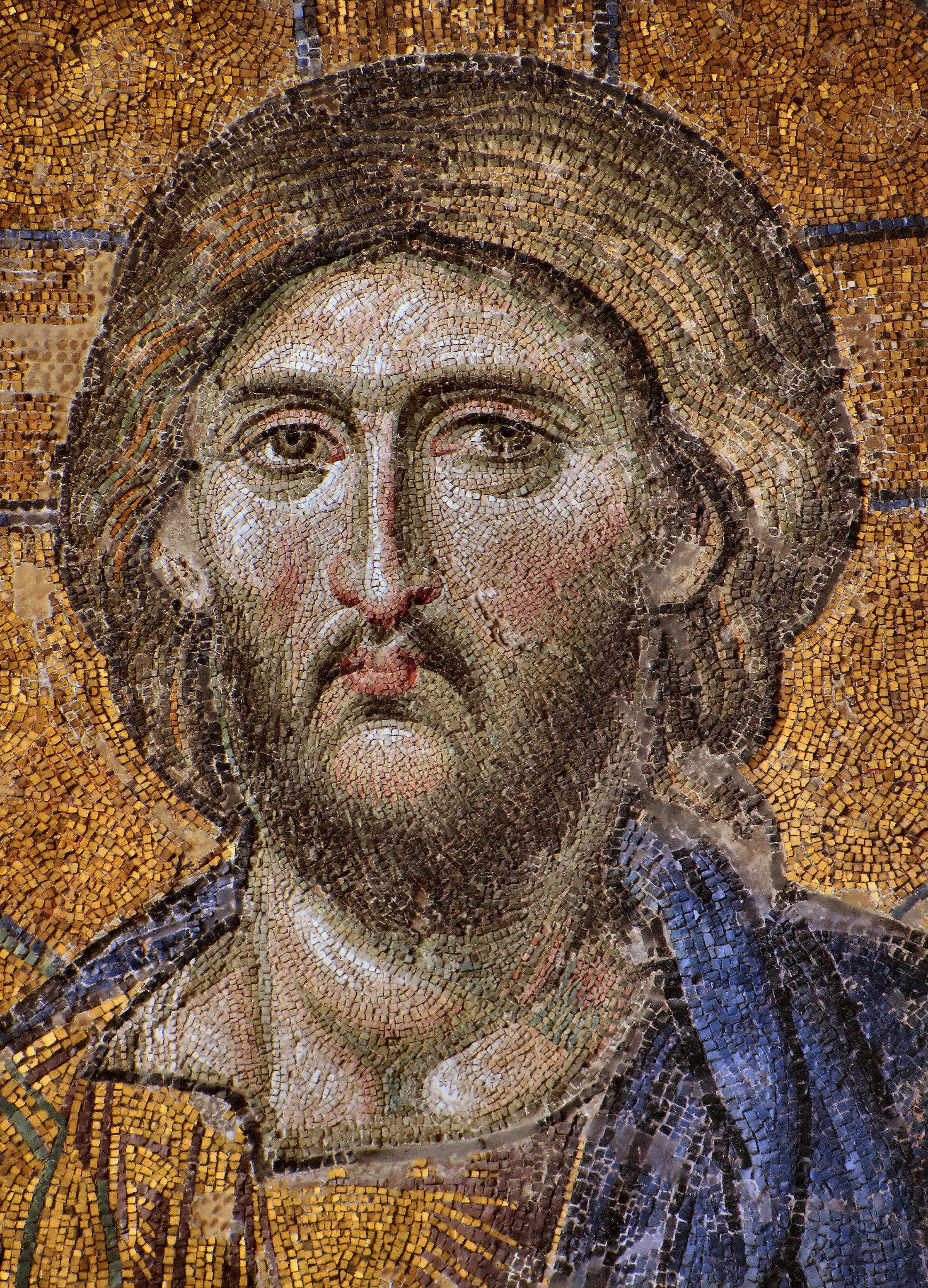
Мозаика Христа Пантократора из Деисуса. Собор Святой Софии (Константинополь)
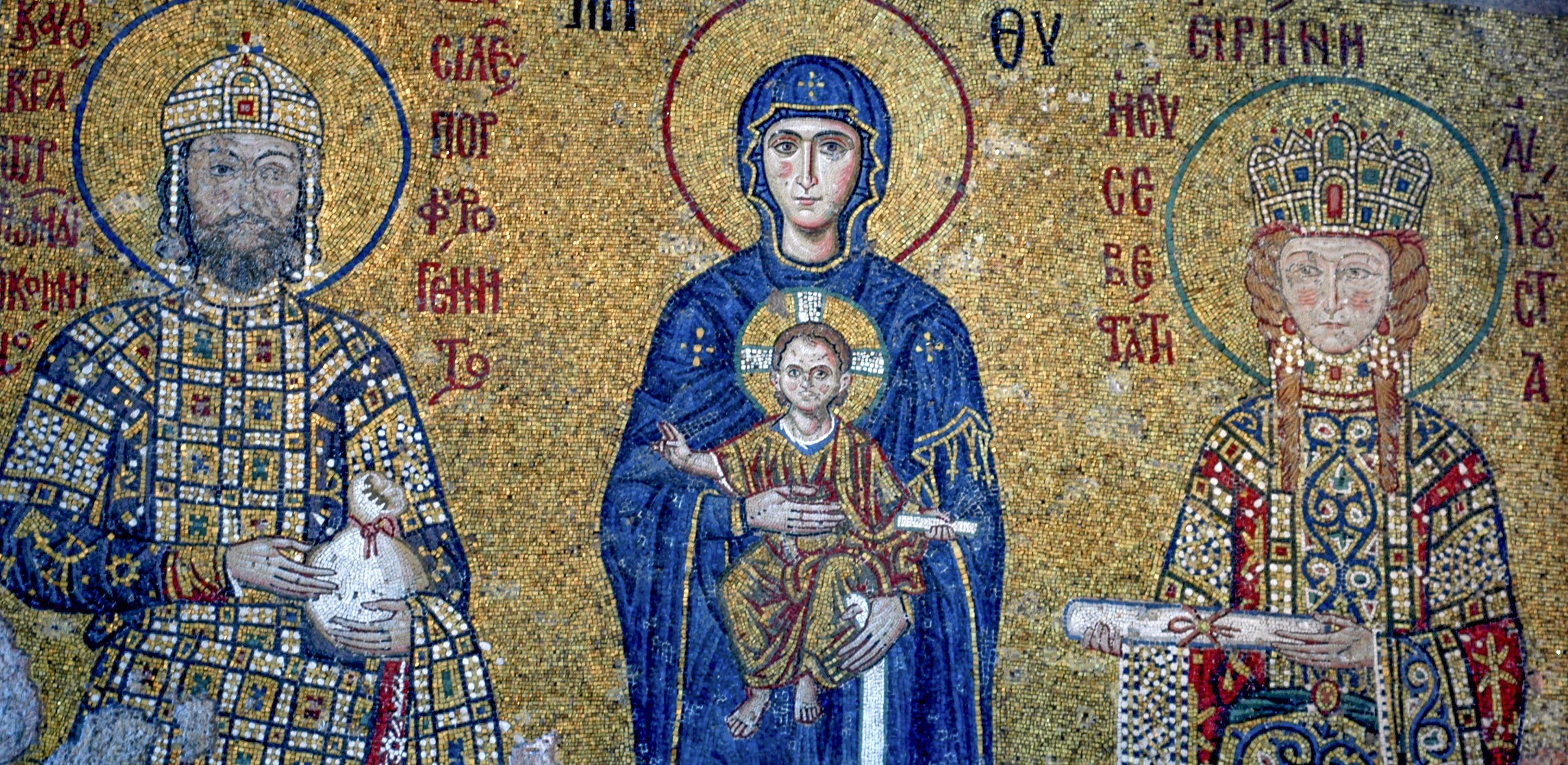
Мозаика Собора Святой Софии, Константинополь (современный Стамбул), изображающая Деву Марию и Иисуса Христа, в окружении Иоанна II Комнина (слева) и его жены Ирины Венгерской (справа), около 1118 г. н. э.
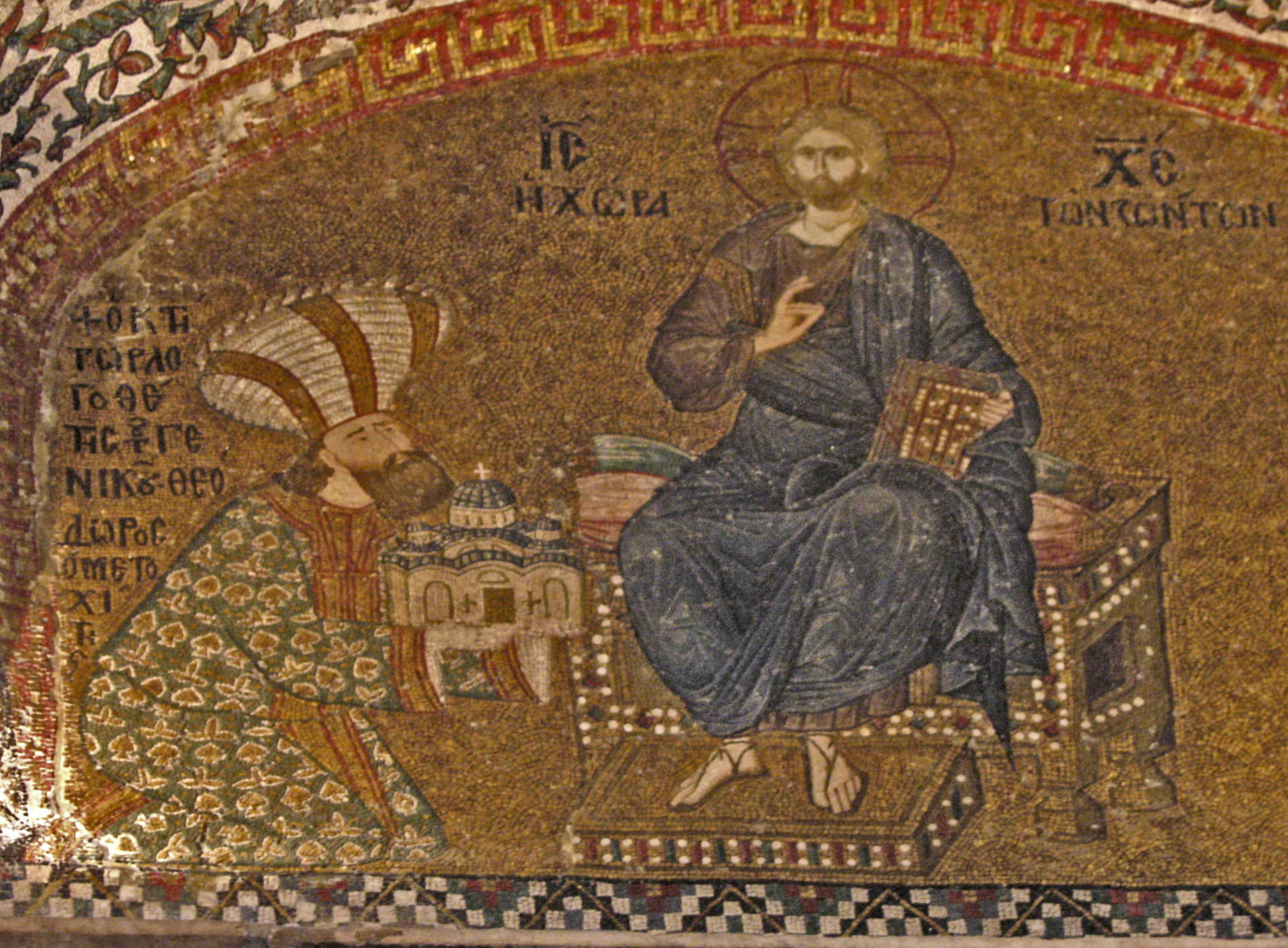
Мозаика Феодора Метохита, предлагающего церковь Хора Христу